# Skylab-program
A Skylab–program az Amerikai Egyesült Államok negyedik űrprogramja volt a Holdra szállást sikerrel teljesítő Apollo-programot követően 1973-1974 között, egyben ez lett az első amerikai űrállomás a világűrben, számos rekordot megdöntve, többek között a maga idejében a valaha Föld körüli pályára állított űreszköz rekordját. Habár az amerikai űrprogram az űrállomás repülésének idejére már a költségeket jelentősen csökkenteni kívánó, többször felhasználható űrhajók repülései irányába fordult, a holdprogram leállását követően és a Space Shuttle indulása előtt egy hosszabb űr tátongott, amelyben több százezer ember elbocsátásának veszélye lebegett a NASA és az amerikai űripar számára és találni akartak egy olyan költségkímélő átmenetet, amellyel a munkanélküliség is és a hosszú tétlenség is áthidalható volt.
Az Apollo-program eszközeinek felhasználásával terveztek erre megoldást találni – kiaknázva az akkori technológiai befektetéseket – és a már az erre a célra létrehozott, technológiai tanulmányokat menedzselő Apollo Application Programot átnevezve, elindítottak egy űrállomás programot (nem mellesleg ezzel választ adva a holdverseny vesztesének, a Szovjetuniónak arra a törekvésére, hogy ők is az űrállomás építés irányába fordultak).
A holdprogramnak a kezdetektől fogva konkurense volt egy űrállomásprogram és születtek is tervek egy ilyen űreszköz felbocsátására, elsősorban az amerikai haderő látott nagy fantáziát az űrbe telepített személyzetek hosszabb távú repülésének és ott megfigyelési, vagy éppen harci tevékenység ellátására. A NASA-n belül 1964-ben kezdődött meg egyfajta előkészítő munka a Marshall Űrközpontban – ahol az Apollo-program kulcselemének számító Saturn rakéták fejlesztése folyt – mivel itt fejeződtek be leghamarabb a fejlesztések és szabadult fel szellemi kapacitás más irányú munkákra. Itt vetődött fel először annak a gondolata, hogy egy elhasznált rakétafokozatból alakítsanak ki egy űrállomást. Egy fejlődési folyamaton ment át a tervezés: előbb nedves munkaterem („wet workshop”) néven az volt a terv, hogy a rakéta úgy indul, hogy pályára állva az üzemanyagtól kiürült rakétafokozat átalakul az űrállomás testévé és fogadja a személyzeteket, majd a következő terv lépcső a száraz munkaterem („dry workshop”) elképzelés volt, amelyben már úgy indul a rakéta, hogy a legfelső fokozatát eleve átalakították űrállomássá, nincs benne üzemanyag, hanem azonnal űrhajóként működve tud fogadni űrhajósokat. Végül ez az elképzelést lett a befutó és a Saturn V rakéta S-IVB fokozatából alakították ki a Skylab űrállomás testét (az Apollo-program Nixon kormányzat általi megkurtítását követően felszabadult egy már legyártott, de expedíció nélkül maradt Saturn V, kézenfekvő volt, hogy a program ezt használja fel, mivel ez projekt szempontból ingyen volt).
A Skylab kialakítása a tervek szerint a következő lett. A központi elem egy óriási, minden korábbi űreszközénél jóval nagyobb beltérrel bíró munkaterem volt, amely magába foglalta a legénység elhelyezésére szolgáló lakókörleteket, valamint az edzésre, vagy éppen a tisztálkodásra szánt tereket. A munkateremhez kapcsolódott a légzsilip modul, amely az Apollo űrhajóból az átszállást tette lehetővé és amellyel a Skylaben alkalmazott 74% oxigén 26% nitrogén légkört lehetett előállítani az átszálláshoz. Az űrszerelvény hossztengelyében a következő egység a Többes Dokkoló Adapter volt, amelyhez egyszerre három űrhajó volt képes dokkolni. Végül a hossztengelyre merőlegesen kapcsolódott az Apollo Naptávcső, amelyet egy Apollo holdkomp testéből alakítottak ki és nevének megfelelően elsősorban a Napot érintő csillagászati megfigyeléseket lehetett végezni a bele szerelt távcsövekkel.
Az űrállomás felbocsátására 1973. május 14-én került sor, ám a start során váratlan probléma lépett fel. Előbb még úgy tűnt a telemetria alapján, hogy rendben megtörtént a pályára állás, azonban a hőmérséklet adatokból és abból a jelzésből, hogy a napelemtábla nem nyílt ki, kiderült, hogy megsérült (lényegében leszakadt) az űreszköz mikrometeoroid pajzsa, amely egyben hőszigetelő funkciókat is ellátott és a napelemszárnyak is érintettek voltak. Rövid időn belül kiderült, hogy hővédelem nélkül az űrállomás belső hőmérséklete elviselhetetlen tartományba emelkedett, ráadásul napelemek híján nem termelődik elegendő elektromos energia. Az első állandó személyzet startját el kellett halasztani és ki kellett dolgozni egy megoldást az űreszköz megmentésére és a körülmények helyreállítására. Mindössze 11 nap alatt előállt egy mentési program, amelyben szerepelt egy speciális napellenző, egy az űrállomás egyik zsilipajtaján kidugott és saját magát széthajtogató napernyő a hővédelemre, illetve megszületett egy űrséta terve a napelemtáblák helyreállítására.
Az első látogató űrhajó a Skylab–2 volt, fedélzetén Pete Conrad parancsnokkal, Paul Weitz pilótával és Joe Kerwin tudományos pilótával. A legénység kettős feladattal indult: megmenteni az űrállomást és siker esetén további tudományos munkát végezni. A startra 1973. május 25-én került sor. Conradék először közelről szemrevételezték a Skylabet és jelentették a károkat az irányításnak, de lényegében csak a várakozásnak megfelelő állapotot látták ük is, amelyekre voltak tervek a javításhoz. Előbb egy magukkal vitt napernyőt állítottak fel, amellyel sikerült elérni, hogy rövid idő alatt megfelelő hőmérséklet legyen a munkateremben. Majd egy űrsétával a leszakadt mikrometeorit pajzs roncsai által leszorított egyik napelemtáblát is sikerült kiszabadítani (a másik a startkor leszakadt és eltűnt) és ezzel helyreállítani az áramellátást, amely így ugyan nagyobb tartalék nélkül, de elégséges volt a teljes körű, zavartalan működéshez. A sikert követően megkezdődhetett a tudományos munka, illetve megfigyelések fázisa. Az expedíció végül 28 napig tartott. 1973. július 28-án startolt a második állandó legénység, Alan Bean parancsnoklatával és Jack Lousma pilótával, valamint Owen Garriott tudományos pilótával.
Beanék végül 56 napig tartózkodtak a Skylab fedélzetén és döntően már tudományos munkát végeztek. Az egyetlen, még az állomás állapotával kapcsolatos munkájuk egy új, nagyobb felületű és hatékonyabb napernyő felhelyezése volt. A repülés idejének legnagyobb részét a tudományos kísérletek tették ki, főként a naptávcső intenzív használatával, de olyan egzotikus kísérletek is szerepeltek a programban, mint két keresztes pók megfigyelése, hogy hogyan hat a súlytalanság az állatok hálószövési képességeire.Az expedíció 56 nap múltán teljes sikerrel ért véget egy csendes-óceáni leszállással. 1973. november 16-án szállt fel a harmadik és egyben utolsó Skylab legénység, amely Gerald Carr parancsnokból, Edward Gibson tudományos pilótából és [William Reid Pogue|[William Pogue]] pilótából – csupa újoncból – tevődött össze. A harmadik legénység mindenki másnál hosszabb, 89 napos repülést teljesített és elődeikhez hasonlóan tudományos megfigyeléseket, kísérleteket végeztek. Ennek egyik csúcspontja volt a frissen felfedezett Kohoutek-üstökös megfigyelése. A programjuk végeztével 1974. február 8-án a harmadik legénység is leszállt a Csendes-óceánon, ezzel a Skylab-program repülési része véget is ért.
A legénységek távozása után már csak az a kérdés dominálta a híreket, hogy a természetes fékeződés miatt mikor fog visszatérni a légkörbe az űreszköz, illetve hogy meg tudja-e várni a fejlesztés alatt álló Space Shuttle első felszállásait. A NASA nagyon bízott benne, hogy kész lesz az űr-repülőgéppel időben és akkor akár annak, akár más űreszközének a segítségével megemelheti a Skylab pályáját (az űrállomás tervezési sajátossága volt, hogy nem volt beépítve a szerkezetbe olyan hajtómű, amellyel komolyabb pályakorrekciót hajthattak volna végre), amelynek kivitelezésére, illetve a Skylab űrrepülőgéppel való látogatásaira születtek is tervek. Ám egyrészt a Space Shuttle-program folyamatos csúszása, másrészt a napciklus váratlan mértékű felerősödése miatt a Skylab fékeződése felgyorsult és a vártnál hamarabb eljött az idő, hogy belépjen a légkörbe és megsemmisüljön. A tervek ellenére ez utóbbi következett be minden másnál előbb és 1979. július 11-én ez bekövetkezett és a Skylab részlegesen elégett a légkörben, illetve az el nem égett roncsdarabjai Ausztrália nyugati részén egy jórészt lakatlan területre zuhantak.

## Története

### Korai űrállomás elképzelések

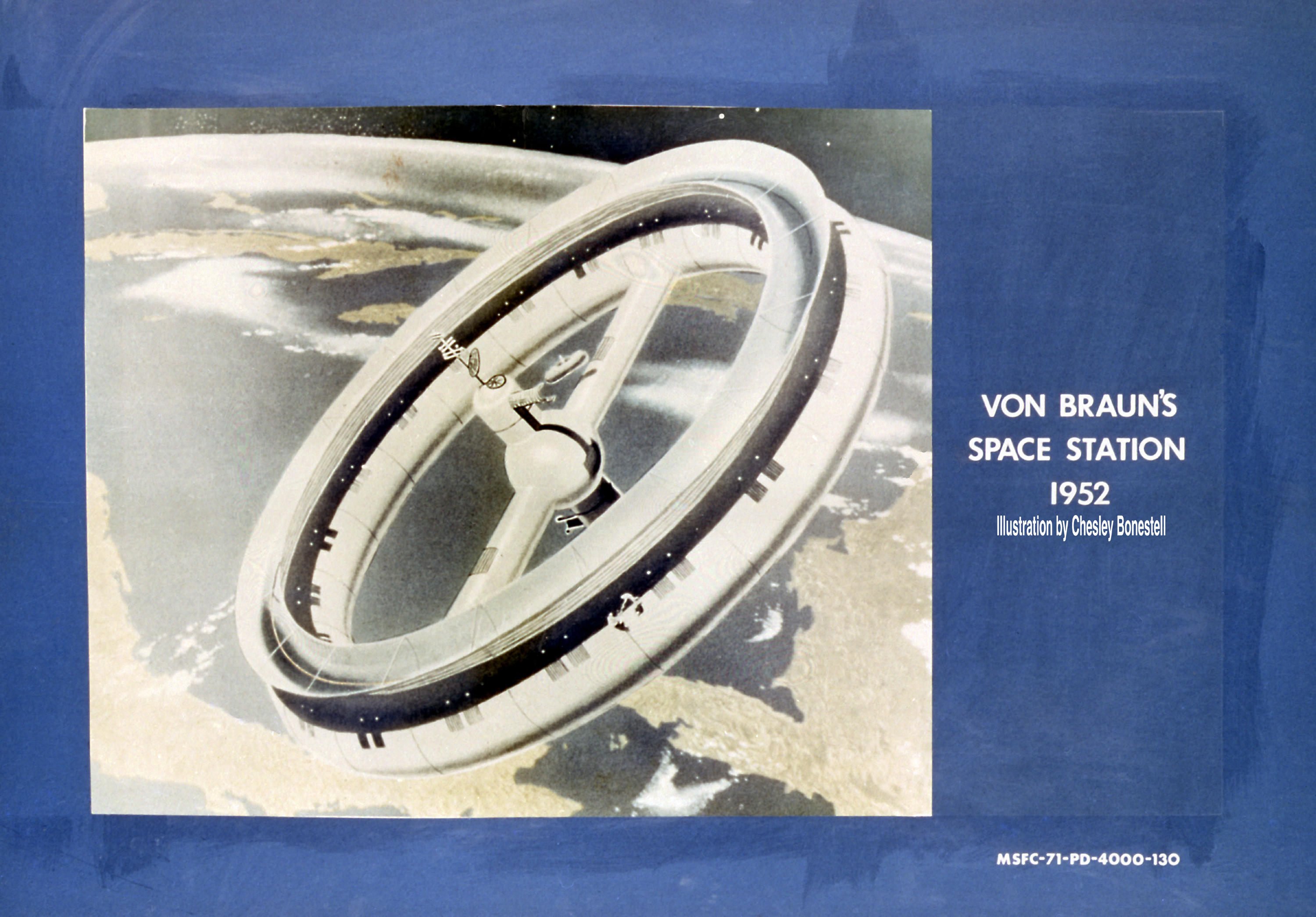
Wernher von Braun korai űrállomás elképzelése

Publikált formában először az Egyesült királyságban és Amerikában láttak napvilágot olyan elsősorban science fiction művek, amelyek előrevetítették az űrállomások megjelenését. Arthur C. Clarke először egy 1945-ös írásában vetette fel az akkor még rocket stationnek (rakétaállomásnak) nevezett űreszközök lehetőségét (amelyet ma inkább műholdnak neveznénk), majd Space Trilogy (Űrtrilógia) című novellás kötetében 1954-ben már átfogóan, funkciójukat is kifejtve beszél a leendő űrállomásokról. Clarke-kal szinte egyidőben, 1954-ben jelent meg az Egyesült Államokban Wernher von Braun rakétatudós és Willy Ley csillagász cikksorozata a Collier's Weekly magazinban, amely Clarke-hoz képest eggyel előre lépve, már tudományosan alátámasztva fejtette ki ismeretterjesztő formában, hogy hogyan valósíthatóak meg a Föld körül pályára állított űrállomások. Von Braunék látomása már részletesen kimunkált elképzelések voltak és egy óriási, egyszerre 100 főt is befogadó, 76 méteres átmérőjű, saját tengelye körül megforgatva mesterséges gravitációt is teremtő, kocsikerék alakú űrszerkezetet képzeltek el Az ember hamarosan meghódítja a világűrt című cikksorozatukban. A forgó űrállomást meglehetősen magas pályán, 1730 km magasan szerelték volna össze, és pályáját olyan inklinációval állították volna be, hogy kétórás keringési ideje során minden egyes napon elrepüljön a Föld minden pontja felett, megfigyeléseket végezve a földfelszínen. Az űrállomás másik célja pedig az lett volna, hogy ugródeszkaként szolgáljon a leendő holdexpedíciókhoz.
Ezt követően a sci-fi és az elméletek világából az űrrepülés hamar átlépett a való világba az első műholdakkal, majd az első emberek felbocsátásával. A jelenségből a két nagyhatalom (egyben a két űrhatalom) közül a Szovjetuniónak sikerült előnyre szert tennie és politikai tőkét kovácsolnia, az amerikaiak pedig vereségként élték meg a szovjet elsőségeket. A vereség azonban már nem érte teljesen készületlenül az újonnan hivatalba lépett Kennedy-adminisztrációt. Az új elnök már korábban megbízta a NASA-t, valamint tudományos tanácsadóit és a műszaki haladásért (is) felelős alelnökét, Lyndon B. Johnson-t, hogy találjanak olyan programokat, amelyekkel a szovjeteknek elébe vághatnak. Az elképzelések szerint olyan programra volt szükség, amely jelentőségével és technikai kihívásával annullálja a szovjet teljesítmények értékét és egyértelműen vezető hatalommá teszi a végrehajtóját, illetve amelyben a Szovjetunió bizonyosan nem rendelkezik még előnnyel. Két lehetséges változatot találtak a szakértők: egy hatalmas űrállomás építését és a holdra szállást. Kennedy a merészebb tervet, a holdra szállást választotta.

### A NASA megalakulása előtti elképzelések
Wernher von Braun nemcsak a közvélemény felé, az ismeretterjesztésben volt aktív, hanem megvalósíthatósági tanulmányokat készített nagyon is valós célokkal. Elsőként a hadsereg volt a megrendelő. Von Braun, mint az Army Ballistic Missile Agency (ABMA) Fejlesztési Műveletek Diviziójának vezetője 1959-ben készítette el a Horizon Projekt című tanulmányát a US Army számára. A hadsereg célja egy emberek által üzemeltetett holdi állomás létrehozatala volt, ezt célozta a Horizon-terv, amelyben 147 db akkori Saturn A–1 rakéta indítása lett volna szükséges és Föld körüli pályán szerelték volna össze a Holdhoz küldött eszközöket. A szereléshez és az üzemanyag utánpótláshoz egy űrállomásra is szükség volt. A tervet minden más űrfejlesztéssel aztán hamarosan az újonnan alakuló NASA-hoz rendelte Dwight D. Eisenhower elnök. Wernher von Braun fő feladata a holdprogram lett, de a tervezőnek maradt és jutott ideje űrállomástervek vázlataira is. Így született meg az agyában egy olyan Föld körül keringő laboratórium terve, amely a Horizon felbocsátásához használt rakéta legfelső fokozatát használta volna űrállomásként, amely megoldás végül a Skylab alapötlete is lett.
A von Braun tervek mellett szinte az összes új NASA (régi NACA) központban születtek tanulmányok űrállomásokról az 1960-as évek elején. Ezek nagyjából közös eleme volt, hogy a platformot jelentó űreszközt egy Saturn V vitte volna Föld körüli pályára, míg a legénységet szállító űrhajó/rakéta kombináció vagy az Apollo űrhajó és Saturn I, vagy a Gemini űrhajó és Titan II-C szerelvénye volt (utóbbi azért, mert felbocsátása olcsóbb volt, mint a nagyobb verzióé) éppen úgy, mint később a Skylabnél. A javaslatok általában két, vagy háromfős állandó legénységgel számoltak, de volt négyfős, Gemini hardverekkel operáló elképzelések is, egészen 24 fős, hatalmas, forgó bázisig, amelynek élettartama 5 év lett volna. A Skylab alapötletének számító elem, miszerint az űrállomás struktúrájaként használják a Saturn V rakéta harmadik fokozatát, az S-IVB-t végül a NASA-n kívül született meg, a javaslat a Douglas Aircraft Company-től érkezett.

#### A US Air Force javaslata, a MOL

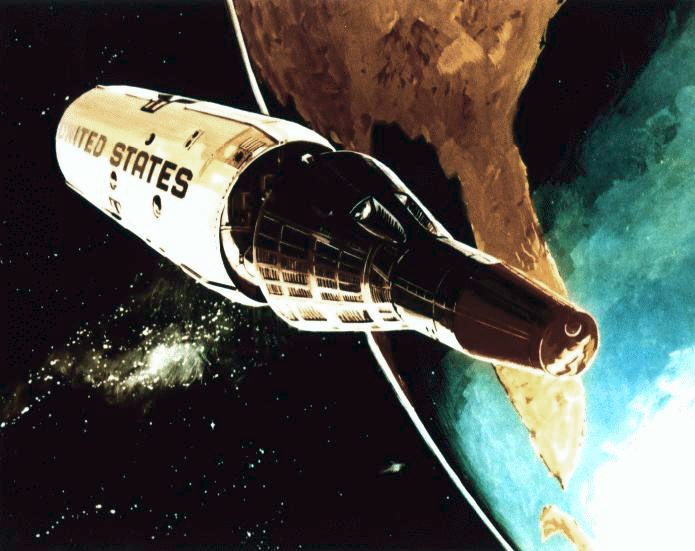
A MOL fantáziarajza, ahogy átrepül Cape Canaveral (Florida) felett

1963-ban az amerikai haderő kinyilvánította igényét arra, hogy ismét saját berkein belül, a NASA-tól függetlenül akar végezni űr operációt (öt évvel korábban ellentmondást nem tűrő elnöki rendelet vett el a hadsereg minden ágától mindenféle űrtevékenységgel kapcsolatos fejlesztést és tevékenységet, a NASA-ban vonva össze azokat). A US Air Force 1963. december 10-én jelentette be, hogy a McDonnell Aircraft Corporationnel – a Gemini űrhajók fejlesztésében és gyártásában érdekelt űripari vállalattal – karöltve kifejlesztik és felbocsátják az űrbe, majd üzemeltetni fogják a Manned Orbiting Laboratory elnevezésű űrállomást.
A tervek szerint a MOL egy hengeres űreszköz lett volna, amelynek átmérője pontosan megegyezett a Titan II rakétával és így a Gemini űrhajó alapjával. Az űrhajósok pedig a Gemini űrhajó hőpajzsára vágott átjáróajtón (az űrhajó egyetlen módosításán) keresztül szállhattak át az űrállomásra, az összekapcsolódást követően. A két űrhajós 30 napos periódusokban elsősorban fotófelderítési feladatokat végzett volna egy nagy felbontású, távcső segítségével.
A projekt végül több irányból, technikailag és pénzügyileg is veszélybe került. Technikailag az 1950-es évek fejlesztései (a tranzisztor, a napelem, vagy a telemetria feltalálása, a miniatürizálás és a műholdak fejlődése lehetővé tette nagyon hatékony kémműholdak felbocsátását, ami feleslegessé tette az ember általi üzemeltetést. Pénzügyi oldalról pedig az jelentett gondot, hogy a projektnek az Apollo-programmal és a vietnámi háborúval kellett konkurálnia és a másik kettőnek nagyobb prioritása volt és öt éven keresztül kellett volna párhuzamosan finanszírozni ezeket a projekteket. A politikusok javasolták a NASA-nak, hogy vegyen részt a MOL-ban (és így a költségek megoszthatóak), vagy ha maga is űrállomásban gondolkodik, használja az Air Force dizájnját. Ám a NASA másképp gondolta, nem a MOL által lefektetett irányt választotta. A MOL elvesztette pénzügyi támogatását és a Pentagon végül törölte.

### Elvi tervek és Apollo Application Program
Miután Kennedy elnök életre hívta az Apollo–programot, ezzel a Holdra szállást állítva az amerikai űrprogramok – és az USA költségvetési támogatásainak – prioritásai közé, egy űrállomás koncepciója másodlagossá vált és hivatalos munka nem is folyt, hogy akár a NASA, akár más kutatóműhely előálljon egy kivitelezhető tervvel. Ennek ellenére egyre másra jelentek meg tanulmányok – főként a NASA-n belülről – amelyek ezzel a témával foglalkoztak. A legaktívabb ebből a szempontból Wernher von Braun és huntsville-i csapata volt, aki több koncepciót is felvillantott.

#### Nedves munkaterem (wet workshop) koncepció

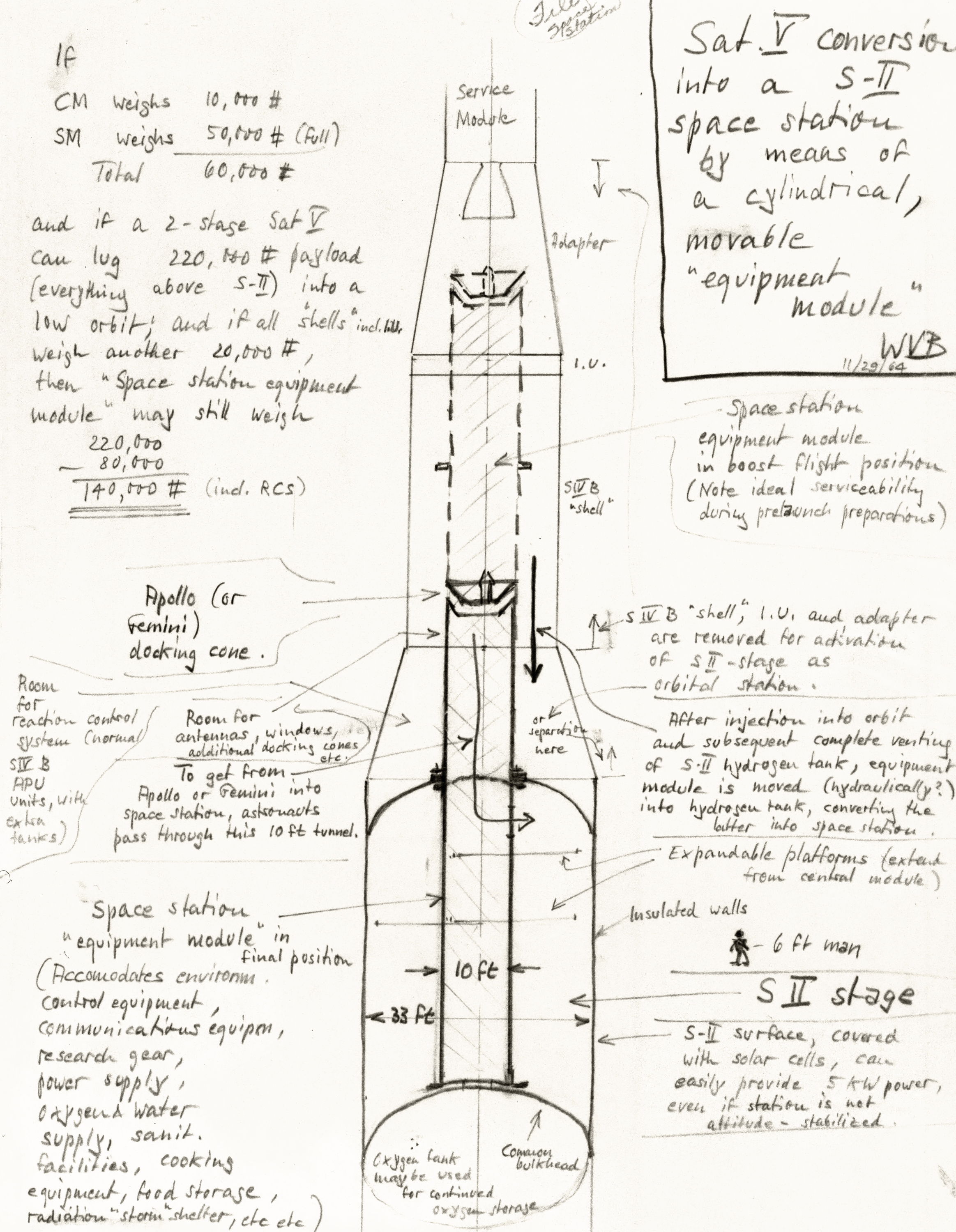
Wernher von Braun egyik legelső koncepció vázlata a wet workshop elképzelésról

1964 novemberében Wernher von Braun egy meglehetősen ambiciózus tervvel, egy óriási űrállomás lehetőségével állt elő. A rakétatudós már ekkor ráállt arra a nyomvonalra, amely később meg is valósult a Skylabben, miszerint egy rakétafokozatot kell átalakítani űrállomássá, elsősorban annak méretei miatt. A nem hivatalosan wet workshop (nedves munkatér) tanulmányban a Saturn V rakéta második fokozata, az S-II került átalakításra űrállomássá olyan módon, hogy a nagyrakéta nem vitt magával harmadik fokozatot, így az S-IVB helyére csak egy áramvonalazó burkolat került, amely alatt pedig egy adaptert vitt magával a rakéta az űrbe, majd amikor pályára állt az űrszerelvény, a rakéta összes megmaradt hidrogén hajtóanyagát kiszellőztették az űrbe, majd ezt követően az S–IVB helyén utazó adaptert becsúsztatták a kiürült hidrogéntartályba.
A rakétafokozat kiürült tartálya alkotta volna az űrállomás falát, míg az adapter a berendezését, az életteret. A koncepció neve – „nedves” – onnan eredt, hogy egy aktív, korábban folyékony hajtóanyagot tartalmazó tartályból állt elő egy űrhajósok munkaterületéül szolgáló űreszköz. Ezzel a megoldással von Braun óriási, 10 x 14 méter méretet befoglaló belső teret hozott volna létre az űrhajósok számára. Az áramellátás pedig szintszerű lett volna, a vadonatúj találmányt, a napelemet használta volna, amelyeket táblák formájában az S-II oldalára rögzítettek volna, majd az űrben kihajtottak volna, merőlegesen az oldalfalra.
A terv gyenge pontja az volt, hogy szükség volt rá egy Saturn V óriásrakétára, amelyek gyártására azonban akkoriban kizárólag az Apollo-program Holdra szállásai számára volt költségvetési támogatás és nem lehetett tudni még, hogy hányadi kísérletre lesz sikeres az első Holdra szállás és a végén esetleg szabadul-e fel a legyártott rakéták közül egy, hogy azt ne a holdprogram céljaira használhassák fel. Azonban néhány Föld körüli pályán végrehajtott, a holdkomp és az Apollo parancsnoki űrhajó tesztet már ekkor töröltek és az biztossá vált, hogy az ezekhez tervezett Saturn IB rakétákból felszabadulhat néhány. Ezekben ugyan nem állt rendelkezésre S-II fokozat, ám a második fokozatként használt S–IVB ugyanúgy alkalmasnak látszott, igaz csak kisebb méretű űrállomást lehetett nyerni általa. De elkezdődtek az S-IVB-re alapozott „wet workshop” űreszközöket megalapozó bázistervek kidolgozása.
Elsősorban a Marschall Spaceflight Centernél számos koncepció készült az S–IVB-t alapuló véve, amelyek egyes részleteikben magukon viselték azokat az ismérveket, amelyeket a későbbi Skylab is. Például egy légzsilipet illesztettek a hidrogén tartály tetejére oda, ahol az Apollo repüléseken a holdkomp foglalt helyet, vagy megpróbáltak a tartály belsejébe minimális berendezést illeszteni úgy, hogy az minél kevesebb térfogatot vegyen el a hajtóanyagnak szánt térből, minél kevésbé korlátozza így a rakétaként való üzemelést. Így például több padlószintet is behegesztettek a tartályba, mint az űrállomás későbbi munkaszintjeit, amelyek egyébként fémrácsok voltak, amelyek természetesen engedték keresztüláramlani a folyékony hajtóanyagot. Az elképzelések szerint felbocsátva egy ilyen űrállomást, egy további Saturn IB indításra lett volna szükség, amely további berendezéseket, a napelemeket, a dokkoló adaptert vitte volna magával, amelyek csak odafenn kerültek volna rögzítésre. A tervek olyannyira komollyá váltak, hogy fel is kérték a Douglas Aircraft Company-t, az S–IVB gyártóját, hogy ezen elképzelések mentén készítsen elő megoldási javaslatokat is az eszközökre. Ebben egyébként a Douglasnek voltak tapasztalatai már, mivel az eggyel korábbi változatra, a Saturn I S-IV fokozatára is készített ilyen tanulmányokat, a tervek megváltozását követően csak ezeket kellett alkalmazni az S-IVB-re is.
1966. április 1-jén a Marschall szerződést küldött a Douglasnek, a Grummannak és a McDonnell Aircraftnak, hogy azok alakítsanak át egy üres S-IVB fokozatot Saturn S-IVB spent-stage experiment support module (SSESM – Saturn S–IVB kiürült fokozat kísérleti támogató modul) munkanév alatt. Bár az űrhajósok aggodalmaiknak adtak hangot a hajtóanyagnak az űrbe való kiáramlásával kapcsolatban, a NASA bejelentette, hogy az Apollo AS–209 repülés során egy ilyen S–IVB fokozatot fog felbocsátani, kísérleti célból, párhuzamosan egyébként a fő cél, a CSM Föld körüli pályán való kipróbálása mellett. Később ezt a repülést is törölték az Apollo–1 katasztrófája miatt.
Érdekesség, hogy az Air Force MOL projektje párhuzamosan futott a már AAP nevet kapott NASA űrállomás projekttel és konkurált a költségvetési forrásokért (miközben technológiailag együttműködtek) NASA komolyan fontolgatta, hogy felhagy a saját kísérleteivel és inkább az olcsóbb Titan II-n alapuló technikát választja a sokkal drágább Saturn I helyett, ám a légierő megoldását méretében túl kicsinek, az egyéb technológiák átállítását Saturnról Titanra pedig túl lassúnak ítélte meg. A Hadügyminisztérium végül törölte a MOL programot 1969 júniusában.

#### Száraz munkaterem (dry workshop) koncepció

Egy még wet workshop elképzelés, később lényegében hajszálpontosan ugyanez valósult meg, csak dry workshop formában, azaz a képről csak az S-IVB hajtóműve a kakukktojás

A száraz munkaterem elgondolás abból a felismerésből származott, hogy elvileg a Saturn V S-IC és S-II fokozatai már elegendőek voltak ahhoz, hogy egy üres S–IVB fokozatot Föld körüli pályára állítsanak. Ehhez járult az a tény, hogy a kísérletek és tervek jócskán eltolódtak az S–IVB felé az S-II-től (utóbbi lényegében egyedül Wernher von Braunnál jelent meg), azaz az S-IVB-vel lényegében rendelkezésre is állt akár egy üres, berendezett űreszköz. Mindezekhez társult még az a tény, hogy az Apollo–8-cal mindössze a második embervezette repülésen és a Saturn V harmadik repülésén hiba nélkül eljutottak az Holdig, illetve az Apollo–7-tel, –9-cel, –10-zel elsőre sikerült az összes tesztrepülés, amelyre eleve kimondták a tervezők, hogy csak akkor léphet a program tovább a következő lépcsőre, ha minden tökéletesen ment az előző szinten, ez pedig azt vetítette előre, hogy valószínűleg felszabadulhat majd Saturn V rakéta. Amikor a Nixon kormányzat elkezdte megkurtítani az Apollo-programot az Apollo–18, –19 és –20 repülések költségvetési forrásainak megvonásával, akkor bizonyossággá is vált, hogy lesz felesleges Saturn V, mivel a rakéták már legyártva várták a startot.
Mikorra biztos lett, hogy lesz Saturn V egy űrállomás felbocsátására, addigra annyi munka feküdt az S–IVB-n alapuló fejlesztésekben, hogy bár lehetett volna eszköz oldalról a Wernher von Braun-féle S-II-ből kialakított verziót fejleszteni, a döntés mégis a kisebb, S-IVB alaú űrállomás mellett tette le a voksát, illetve mivel immár nem volt szükség rá, hogy a rakétafokozat kettős feladatot lásson el (elsődlegesen rakéta legyen, majd a tartályai ürültével űrállomás), így a kockázatok csökkentése is amellett szólt, hogy egy egyfunkciós, csak űrállomás feladatokra kiépített űreszközként startoljon a sok elképzelés gyújtópontjában álló leendő űrhajó.
A száraz munkaterem megoldás immár a lakhatóság problémája köré épült, mivel a tervezés során előre tervezhető és legyártható volt minden, amire az űreszközben a használata során szükség lehet. A probléma középpontjában az időtartam állt: amíg a korábbi űrrepüléseken csak néhány napot kellett az űrhajósoknak eltölteni egy szűk térben – ami nem annyira megterhelő –, addig az űrállomás személyzeteinek hónapokat kellett fenn töltenie. A tervezők ezért például saját kis – igaz inkább méretében csak szekrényszerű – körleteket alakítottak ki a pihenéshez és az étkezéshez (és még a tervezők gondja kiterjedt a falak színeire is, az űrhajósok inkább a kétségeiknek adtak hangot ezügyben, hogy erre kell-e energiát fordítani), vagy egy nagy ablakot is beterveztek, amelyen keresztül a Földet lehetett nézni.
Mivel a lakhatóság korábban nem volt téma az űrhajókkal kapcsolatban, a NASA elküldte egyik tudósát, Jacques Piccard óceánkutatót a Ben Franklin tengeralattjárójára, mely a Golf-áramlatban merült 1969 július-augusztusában hat emberrel, négy hétig, hogy tanulmányozza a kis térben hosszú időre összezárt emberek viselkedését és a környezet hatásait. Mindhárom űrhajós kapott egy-egy saját kis alvókabint, függönnyel, hálózsákkal és zárható szekrénnyel a személyes dolgoknak. Továbbá a tervezők zuhanyzási lehetőséget és egy wc-t is beterveztek (utóbbinak más jelentősége is volt:a földi orvosok vizelet és székletmintákat szerettek volna kapni minél nagyobb mennyiségben és időskálán, ezért fontos volt, hogy a mintavételekhez viszonylag kulturált körülményeket teremtsenek az alanyoknak és a minták olyan fontosnak számítottak, hogy egy esetleges mentőakció során prioritást élvezett volna a megmentésük).
A javaslatok között megjelentek olyan ötletek, minthogy az űrhajósok mozifilmeket nézzenek, vagy elektronikus játékokat használjanak szabadidejükben, ám ők egyáltalán nem érdeklődtek az ilyen irányú szórakozást illetően, helyette könyveket szerettek volna és egyéni zenehallgatási lehetőséget. Másik fontos, bár már nem az űrállomás kialakításával kapcsolatos probléma volt az élelmezés, azaz az űrállomásra küldött élelmiszerek minősége. Az ételre egyébként az összes Apollo legénység panaszkodott és egy önkéntes ki is próbálta a NASA számára milyen négy napon át űrhajós ételen élni, aki aztán elviselhetetlennek értékelte mondván, hogy mind az íze, mind a struktúrája kellemetlen a tubusból kinyomható, vagy kockákba szárított, préselt ételeknek. Ebből a megfontolásból e téren is prioritást váltott a NASA, az ízletességet előtérbe állítva a tudományos szempontok elé.
A Skylabnek nem volt újrahasznosító rendszere, amellyel például a vizeletből ivóvizet állíthattak újra elő, de olyan rendszere sem volt, mint az Apollo űrhajóknak, amelyekről a világűrbe lehetett kiengedni a képződött vizeletet. Ehelyett az eredeti S-IVB oxigéntartályának helyén levő teret használták, amely a Skylaben a munkaterem alatt volt megtalálható és ide ürítettek mindenféle hulladékot egy zsilipen keresztül.

#### Apollo Application Program
Wernher von Braun egy űrállomás szükségessége melletti érvelésében már az 1960-as évek első felében megjelent az az érv, hogy az általa vezetett Marshall Űrközpont dolgozóinak a munkahelye veszélybe kerül, amint befejeződik a Saturn rakéták fejlesztése (az egész Apollo-programot tekintve ez volt talán az első komponens, ahol ez bekövetkezett, viszonylag korán a program során). 1969-re az egész NASA-nak ugyanezzel a problémával kellett szembenéznie, csak nagyobb léptékben: a sikeres Holdra szállással 400 000 ember munkahelye válhatott feleslegessé az Apollo utáni időkre. Az űrügynökség erre jó előre megpróbált reagálni és felállította házon belül az Apollo Logistic Support System Office (Apollo Logisztikai Támogató Iroda) szervezeti egységet, amelyet először arra a feladatra hoztak létre, hogy olyan módszereket tanulmányozzon, hogy hogyan lehet és kell átalakítani az Apollo-program során létrejött hardvereket, hogy azokkal más, tudományos célú űrrepüléseket lehessen végrehajtani.
Az első ilyen jellegű javaslatok még viszonylag szorosan kötődtek a holdprogramhoz: világot látott a holdi teherűrhajó (lunar truck), vagy a szintén holdkomp alapokra épített holdi távcső, azaz olyan repülések lehetősége, amelyek egy hosszabb időtartamú holdi tartózkodásra kínáltak elvégzendő feladatokat, a meglevő holdkompra, mint holdi űrhajóra alapozva és akár két Saturn V szimultán indításával. De megjelent a tervek között egy kisebb, kvázi űrállomás az Apollo űrhajó és a holdkomp felszálló fokozatának összekapcsolásával Föld körüli pályán végzett repülésekre. Az iroda munkája azonban kezdetben alig-alig fordult egy lehetséges űrállomás felé, azt az irányt lassan vette fel a szervezet.
1965. augusztusában aztán az iroda nevet váltott és megalapította a NASA az Apollo Application Programot (AAP).

#### Apollo–X
Az űrállomás elképzelések legfőbb gyártója a Marshall Űrközpont legénysége volt, 1964-ben (az általános munkájuk mellett) ők prezentáltak egy tanulmányt, Apollo X néven (teljes nevén Apollo Extension System). Ennek lényege az volt, hogy a Saturn rakéták S-IVB fokozata tetején utazó holdkomp helyére egy apró űrállomást ültetnek. Az űreszköz nagyjából akkora lett volna, mint az Apollo CSM műszaki egysége és 15-45 napra elegendő ellátmányt, illetve kísérleti eszközt fogadott volna magába. Erre az elképzelésre építve a következő hat hónapban számos repülési profilt építettek fel a szakemberek, így ez az elképzelés vált a leginkább kidolgozott alternatív űrállomás elképzeléssé a végül megvalósított Skylab mellett.

### Előkészületek

#### SMEAT
Az űrállomás program legnagyobb ismeretlenjét a hosszú, minden korábbihoz képest példátlan időtáv jelentette, éppen ezért erre készült leginkább az űrügynökség. A siker érdekében előkészületként életre hívtak egy Skylab Medical Experiment Altitude Test (SMEAT – Skylab Egészségügyi Kísérleti Magassági Teszt) kísérletet, amelynek keretében itt a földön három űrhajós költözött be a Skylab egy földi körülményekre átalakított terébe 56 napra (8 hétre). A kísérletet végrehajtó legénység Robert Crippen parancsnokból, Karol J. Bobko pilótából és William E. Thornton tudományos pilótából állt össze, akik az árbeli körülményekkel megegyező, alacsony nyomású, de oxigénbőséggel bíró légkörben dolgoztak 56 napig a Skylab munka és lakótereiben, mindössze csak a súlytalanság hiányzott a körülmények közül. A kísérlet 1972. július 26. és szeptember 20. között ment végbe.

## Felépítése

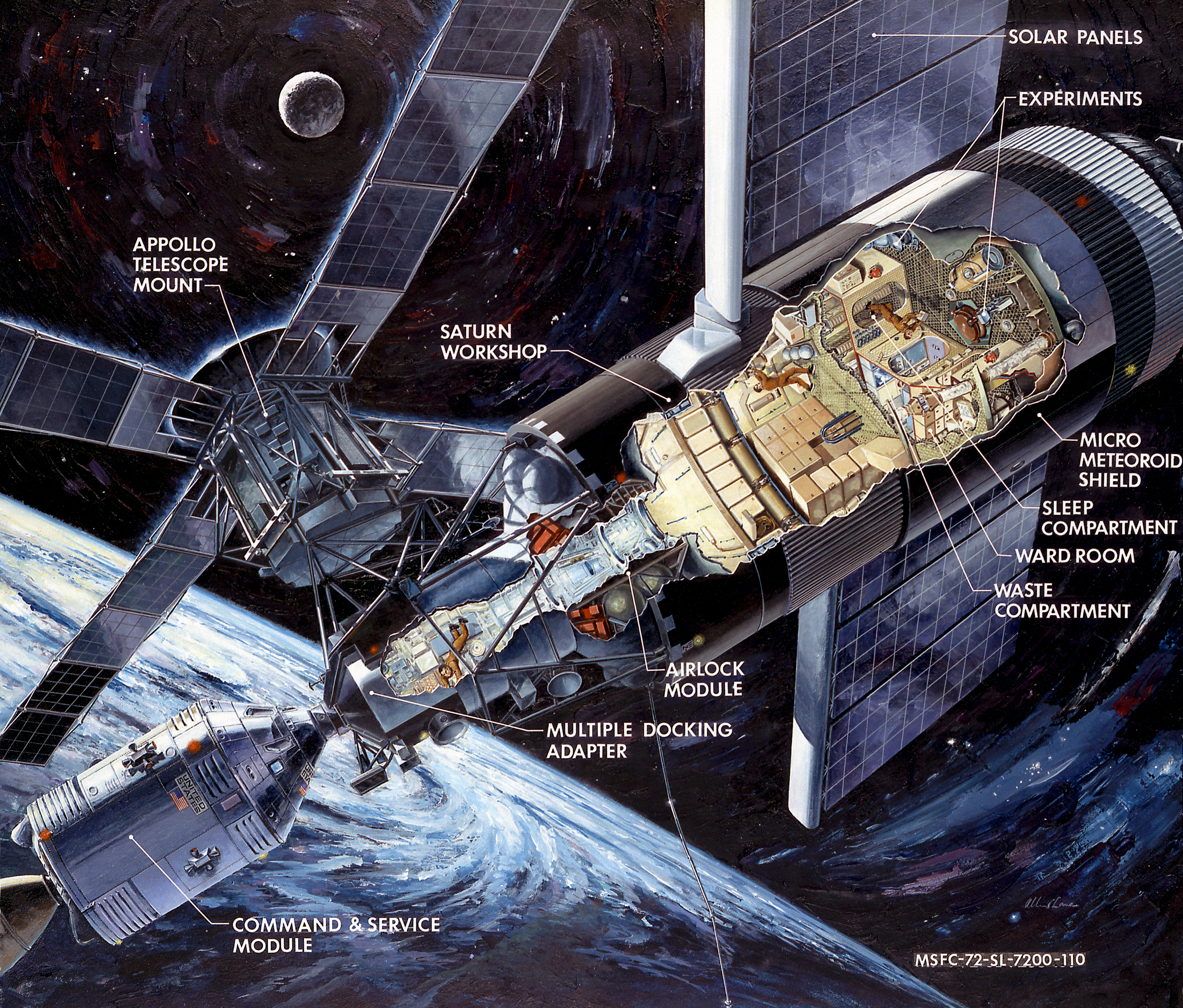
A Skylab tervezett konfigurációja grafikán

A Skylab fő részegysége a munkaterem (OWS – Orbital Workshop) volt, amely maga a központi test is volt és amelyet a Saturn V hordozórakéta S-IVB (harmadik) fokozatából alakították ki. A rakétafokozatból kialakított hengeres test belsejében egy hatalmas összefüggő tér alakult ki, amelyet aztán különböző kisebb terekre osztottak. A legnagyobb terem a tudományos munka számára fenntartott munkaterem volt, ebből választottak le (áttört, rácsszerkezetes fémlemez falakkal és padlóval) legénységi hálóhelyeket, vagy a tárolórekeszeket, a tisztálkodásra szolgáló, vászonfalú zuhanyzót. A munkaterem alatt, az egykori rakétafokozat oxigéntartályának helyén alakították ki a hulladékgyűjtő teret, ahová a legénység a szemetet és a feleslegessé vált dolgokat dobhatta egy légzsilipen keresztül.
A nagy munkateremhez kapcsolódott a légzsilip (ALM – Airlock Module), amely az űrhajóból való átszállás közbeni zsilipelést biztosította és további 17,4 m3-rel növelte meg a teljes lakható térfogatot. Erre azért volt szükség, mert az űrállomáson más atmoszférát alkalmaztak, mint az Apollo űrhajókon. Utóbbin hagyományosan tiszta oxigénes légkör volt, míg a Skylab 74%-nyi oxigént és 26 %-nyi nitrogént tartalmazó gázkeveréket használ és közvetlenül nem volt lehetséges az átjárás a két egység között.
A légzsiliphez kapcsolódott az űrszerelvény hossztengelyében egy többűrhajós dokkolószerkezet (MDA – Multiple Docking Adapter). Ennek a szerkezetnek az volt a nyilvánvaló feladata, hogy az űrállomáshoz érkező taxiűrhajókat fogadni tudja. Kialakításában pedig egyszerre több érkező űrhajót volt képes fogadni. Egy űrhajó az űrállomás hossztengelyében tudott dokkolni, míg másik két űrhajó a hossztengelyre merőleges dokkolónyílásokra csatlakozhatott. Ez elméletileg lehetővé tette volna a személyzetcsere világűrben való közvetlen lebonyolítását, vagy esetleges mentőűrhajó fogadását. A program során természetesen kizárólag Apollo űrhajók dokkoltak az űrállomásra, majd később születtek tervek a Space Shuttle dokkolására is, ám erre végül nem került sor.
Az űrállomás legjellegzetesebb egysége a naptávcső, vagy napobszervatórium egység (ATM – Apollo Telescope Mount) volt. Ezt egy holdkomp testéből alakították ki, és csővázas szerkezettel az űrállomás hossztengelyével merőlegesen rögzítették a légzsilipre és a dokkoló modulra. A Skylab-program egyik kiemelt tudományos feladata volt a Nap, mint csillag világűrből történő megfigyelése. Ehhez szereltek be egy megfelelő szűrőkkel ellátott távcsövet, amely a látható fény, ultraibolya fény és röntgensugárzás tartományában volt képes megfigyelni központi csillagunkat. A távcső űrhajósok általi működtetéséhez a légzsilipen keresztül mászhattak át az egység kis kabinjába. Műszerei nem egyetlen távcsőre korlátozódtak, hanem összesen nyolc eszközzel folyhatott a megfigyelés. Jellegzetes külső megjelenését – amely az egész űrállomásnak is kölcsönözte a sajátos képét – a rajta elhelyezett, négyágú, szélmalomhoz hasonló napelemszárnyaknak köszönhette, amelyek mind az ATM működéséhez, mind magának a nagy űrállomásnak szolgáltattak energiát.
És volt még egy afféle „potyautas” részegység is, amely együtt repült az űrállomással, a Saturn V műszeregysége (IU – Instrument Unit), ám annak nem volt integráns része. Akár a Saturn V, akár Saturn I, a rakéta repüléséhez és pályántartásához szükség volt lényegében egy központi számítógépre, amely az érzékelőkről érkező adatokat feldolgozta és kidolgozta az optimális pályához szükséges kormányparancsokat. Ezt az egységet mindenkoron az S-IVB tetején helyezték el. A Skylab esetében az S-IVB maga volt az űrállomás és hiába volt ilyen módon passzív egység a rakétás emelkedési fázisban, az IU elhelyezkedésénél fogva feljutott a Föld körüli pályára és végig ott is maradt ráépítve az S-IVB/Skylabre.
Az űrállomás teljes tömege 90 t, hossza 36 m, szélessége (napelemek nélkül) 6 m, hermetikus térfogata pedig 330 m³.
| Részegység                           | Tömege (kg) | Lakható térfogat (m3) | Hossza (m) | Átmérője (m) | Kép |
| ------------------------------------ | ----------- | --------------------- | ---------- | ------------ | --- |
| Áramvonalazó orrburkolat             | 11 600      | N/A                   | 17,1       | 6,6          |     |
| Apollo naptávcső                     | 11 100      | N/A                   | 14,7       | 4,5          |     |
| Skylab több űrhajós dokkoló adapter  | 5400        | 32                    | 5,3        | 3,2          |     |
| Skylab légzsilip modul               | 22 000      | 17,4                  | 5,4        | 3,2          |     |
| Saturn V műszer egység               | 2100        | N/A                   | 0,91       | 6,6          |     |
| Skylab munkaterem                    | 35 000      | 270                   | 14,7       | 6,6          |     |
| Teljes keringési tömeg               | 76 540      | 351,6                 | 25,1       | 6,6          |     |
| Apollo parancsnoki és műszaki egység | 14 000      | 5,9                   | 11,0       | 3,9          |     |
| Teljes tömeg Apollo űrhajóval        | 90 610      | 357,6                 | 36,1       | 6,6          |     |

## Legspecifikusabb és fontosabb részegységei

### Számítógépek

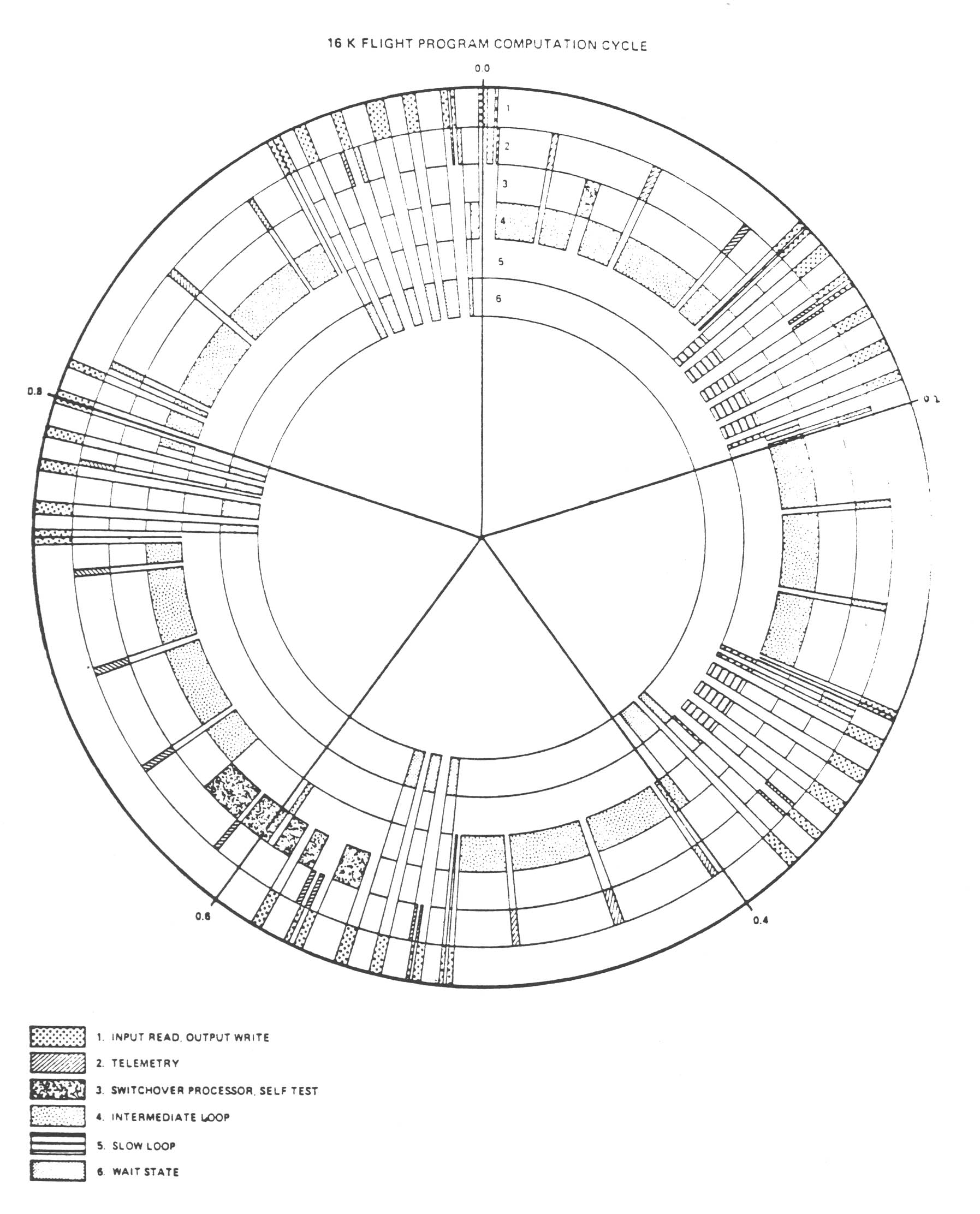
A Skylab komputerének számítási ciklusa

Az űrhajókban korábban is alkalmaztak fedélzeti számítógépet – különösen ikonikus volt az Apollo holdkomp egysége –, ám azok a legtöbbször csak egy-egy művelet kivitelezéséért voltak felelősek. A Skylabnek ettől többre volt szüksége: az űreszközt folyamatosan felügyelet alatt tartó és szükség esetén kormányzó eszközre. Így az űrállomás egy két egységből álló komputer-rendszert kapott, amelynek az volt a fő feladata, hogy mindig optimálisan pozicionálja az űrállomást, hogy a napelemek és/vagy a megfigyelést végző napobszervatórium mindig a legoptimálisabb szögben álljon a Nap felé az áramtermelés, vagy a megfigyelések szempontjából. A két számítógép egymásnak alárendelt beosztásban került beszerelésre, volt egy primer és egy szekunder egység és egymással összeköttetésben álltak, illetve mindkettő kapcsolódott egy periferiális memóriához, a Memory Load Unithoz (MLU). A két számítógép között átkapcsolhatott a személyzet, végezhette az átkapcsolást automatika, ha valamilyen hibát észlelt a rendszer, vagy az irányítás is a Földről.
A Skylab komputerét az IBM építette és a cég System/4Pi modelljén alapuló TC–1 modell űrbeli alkalmazásra optimalizált és testre szabott modellje volt. A TC–1 egy 16000 szavas ferrit magos memóriával rendelkező gép volt, amelyet a magnókazettás MLU periféria memória egészített ki, amely magában foglalta a programot. A kazettás meghajtónak 11 másodperc kellett, hogy beolvassa a programot a központi egységbe. A TC–1 16 bites rendszert használt és a központi processzora a 4Pi modellből származott. A rajta futó szoftvernek volt egy 16k és egy 8k verziója. A gép 45,4 kg-ot nyomott és az űrállomás áramtermelésének 10%-át igényelte.
A Skylab számítógépe egy kijelzőből, egy 10 digites billentyűzetből és egy háromállású kapcsolóból álló kezelőfelülettel rendelkezett. Mivel a billentyűk a nyolcas számrendszert alkalmazták, a számok csak 0-7-ig voltak berendezve és volt még két billentyű, az „enter” és a „törlés”. A kijelzőn perc és másodperc kijelzések (a programok lefutásáról), vagy billentyűkódok (a bevitt adatokról) voltak megjeleníthetők. A legénység ezzel tudta cserélni a komputer programjait. A teljes kezelőfelületet Digital Address Systemnek (DAS) nevezték és csakis parancsok bevitelére volt alkalmas, illetve képes volt fogadni a Földről felküldött parancsokat is. Az űrhajósok egyéni számítási igényeire egy-egy fejlett kézi kalkulátort, a Hewlett-Packard HP 35 modelljét alkalmazták, amelyek a korábbi űrmissziókon használt logarléceket váltották le.
A számítógép a startkor az előre beállított pozíciókat és programot vitte magával, amit azonban szinte azonnal meg kellett szakítani a mikrometeoroid pajzs leszakadása után az űrállomás pozíciója nem az optimális helyzetet tükrözte, hanem a hőterhelés és az áramtermelés közötti legjobb kompromisszumot. A Conradék-féle legénység mentőakcióját követően visszaállt a normál, optimális üzemmód. Ezen később, 1978. március 6-án változtattak, amikor a NASA belekezdett az űrállomás légkori visszatéréséhez.

### Giroszkópok

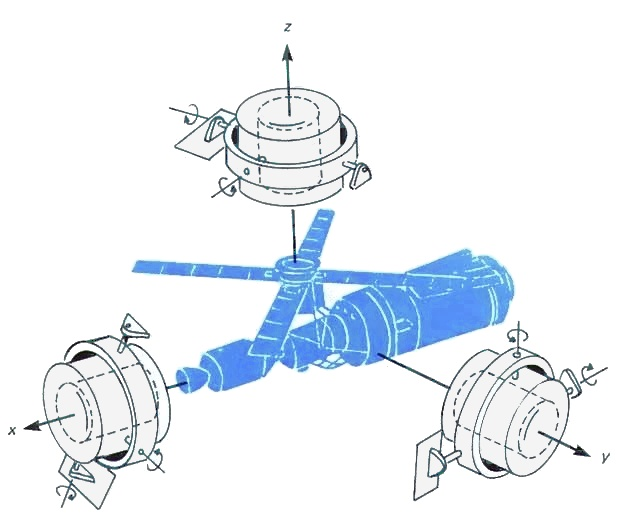
A Skylab giroszkóprendszere

A korábbi űrprogramokban nem volt példa arra, hogy rögzítsék egy űreszköz helyzetét – sőt az űrhajók hőterhelésének egyenletessé tétele miatt hokiegyenlítő forgást alkalmaztak, azaz az űrhajók sosem voltak stabilak –, a pályamenti stabilitást hossztengely körüli forgással érték el. A Skylab ezzel szemben akár a napelemtábláinak mindig stabilan egy irányba fordítása, mind a megfigyelések miatt hosszú időn kellett stabil pozícióban repülni (a hőterhelést pedig hőpajzsokkal oldották meg eloszlatni, vagy az űreszköz külső falán kívül tartani). A stabil repüléshez a mérnökök pörgettyűket, giroszkópokat vetettek be. A Skylab volt a legelső nagyméretű űreszköz, amely giroszkópokat alkalmazott a helyzetstabilizáláshoz, illetve a megfigyelési eszközeinek irányzásához.
A Skylaben kétféle giroszkóp volt alkalmazásban, pörgettyűs giroszkópok, amelyek adatai alapján mozgatni lehetett az űrállomást és rögzített giroszkópok, amelyek az elmozdulás szögváltozását voltak hivatottak mérni. Az űrállomás helyzetére ható erők, amelyek kitéríthették a stabil egyensúlyi helyzetből: a gravitációs dőlés, a légkör legfelsőbb rétegeinek erői, mikroturbulenciák és a személyzetnek az űreszköz belsejében való mozgásai. A rendszernek 10 óra kellett egy-egy giroszkóp felpörgetéséhez, hogy az megfelelően működjön a giroszkóp álló helyzetéből. A rendszernek összesen 9 rögzített giroszkópja volt a 3 tengelyre 3-3 db és a mozgásszenzorok a komputernek továbbították az adataikat, amely a kormányhajtóműveket vezérelte, ha beavatkozásra volt szükség. A rendszer méreteire jellemző, hogy a pörgettyűs giroszkópokba egyenként egy 530 mm átmérőjű, 70 kilogrammos pörgettyűt szereltek, amelyet aztán 8950 fordulat/perc sebességre pörgettek fel. Az utóbbi, pörgettyűs típusból összesen 3 db-bal szerelték fel az űrállomást (amelyből 2 db is elegendő volt a helyes iránytartásért, a harmadik csak tartalék funkciókat látott el), míg a 9 rögzített giroszkóp inkább a finombeállításokért, a naptájoló és a csillagtájoló műszerek célzásában nyújtott segítséget, amikor a Napobszervatórium aktív volt.

### Zuhanyzó

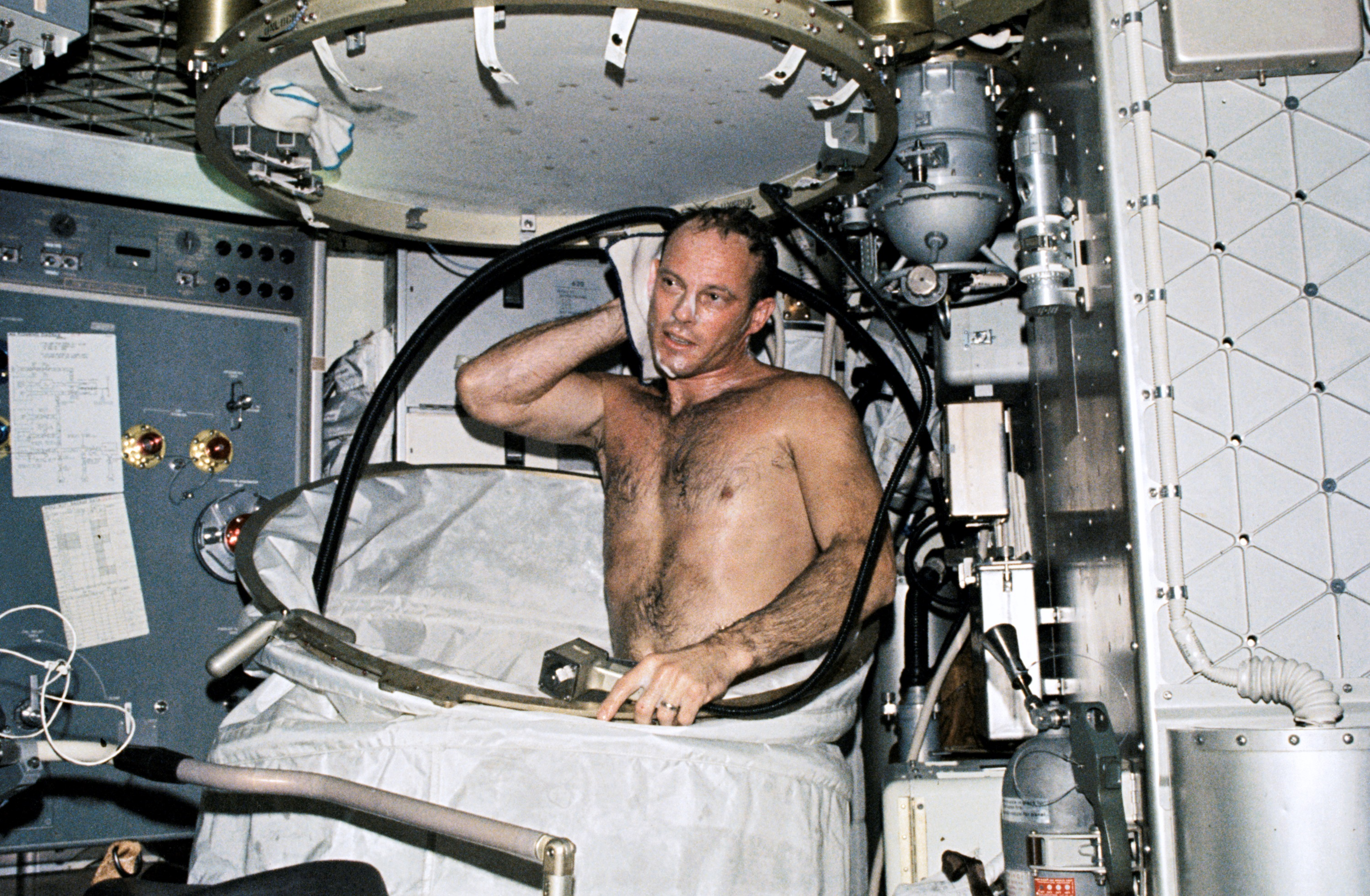
Jack Lousma a zuhanykabinban úgy, hogy a függöny félig le van eresztve, 1973 július

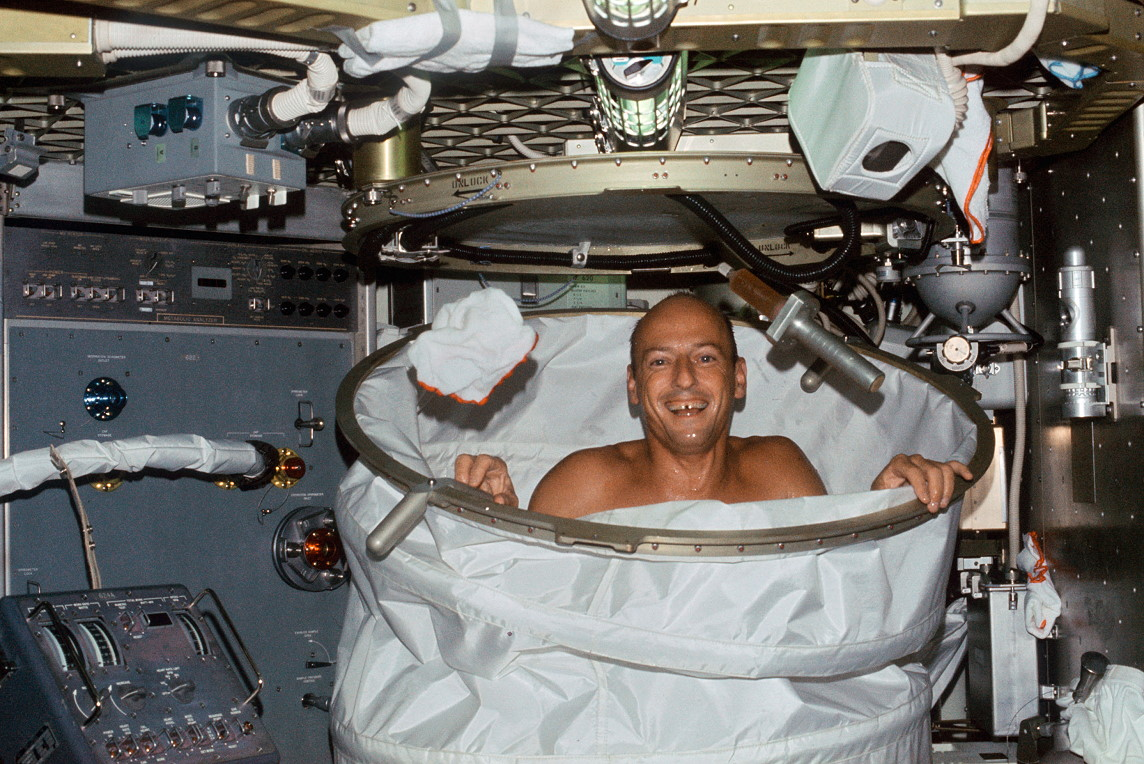
Pete Conrad zuhanyzik, 1973 május

A korábbi amerikai űrhajókhoz képest jelentős változás volt, hogy az utasoknak nemcsak „átvészelni” kellett egy rövidebb-hosszabb periódust a világűrben, hanem valóban ott kellett élniük a mindennapokban, mindezt minden korábbinál hosszabb ideig. Ennek egyik legérzékenyebb területe a tisztálkodás volt, amelyre addig jobbára a nedves szivacs vagy törlőkendő volt a legfejlettebb megoldás (sőt, az első időkben, amikor a mérnökök tartottak tőle, hogy a mikrogravitációban apró cseppekre szakadó víz a cseppek formájában könnyen bekerül a műszerfal réseibe, rövidzárlatot okozva, leginkább a semmi volt a megoldás a tisztálkodásra az óvatosság miatt). Ahhoz, hogy az űrhajósok komfortosan tölthessenek el hónapokat Föld körüli pályán, meg kellett oldani kulturált tisztálkodásukat, ezért a houstoni Manned Spaceflight Center munkatársai megterveztek és előállítottak egy zuhanyzót, mely a súlytalanságban is működött.
A rendszer egy henger alakú, ember magasságú függöny volt, amelyben egy vákuumos rendszer szívta el a vizet és az alján lábtartókba rögzíthette a lábát (és a testét) a mozgás ellen az éppen tisztálkodó űrhajós. A rendszer használatához először egy nyomás alá helyezett palackban (benne felmelegített vízzel) kellett az alkalmatosság tetejére rögzíteni, majd az űrhajós beszállt és bezárta a függönyt. Egy nyomógombos vezérlésű fúvóka (zuhanyrózsa) juttatta be a hengeren belülre a vizet, amelyhez a palackot egy merev cső kötötte. A rendszerben maximum 2,8 liter vizet lehetett zuhanyozásra használni, amely vízkészletet egy ún. személyi higiénés tartályból lehetett vételezni. ehhez szintén meghatározott mennyiségű folyékony szappan is járt. A készletek azt tették lehetővé, hogy egy személy hetente egyszer zuhanyozhasson.
A rendszert először Paul Weitz űrhajós használta. A rendszer használata meglehetősen körülményes volt, egy zuhanyozás átlagosan 2,5 óráig tartott, beleszámítva magának az eszköznek a felállítását, majd az elhasznált víznek az elszivattyúzását. A művelet a következőképpen zajlott:
1. Fel kellett tölteni és nyomás alá helyezni az erre a célra rendszeresített palackot meleg vízzel és rögzíteni a készség mennyezetére
2. Összekapcsolni a csöveket és behúzni a zuhanyzó függönyét
3. Elkezdeni permetezni a vizet
4. A folyékony szappant használva beszappanozkodni, majd még több vízzel megkezdeni az öblítést
5. Beindítva a vákuumos berendezést, az összes folyadékot összegyűjteni, majd elcsomagolni a berendezést

A legnagyobb aggodalmat ezúttal is a súlytalanságban cseppekre bomló és esetleg elkóborló víz jelentette, ezért a rendszer vízállósága és a minél hatékonyabb vákuum előállítása volt a rendszer kulcsa. A vákuumot egy centrifugális vízleválasztóval állították elő, amelyhez szűrő és egy gyűjtőzsák kapcsolódott teljesen zárt rendszert alkotva (maga a leválasztó is a függönyös kabin integráns része volt). A művelet végén a gyűjtőzsákból a vizet át lehetett szivattyúzni az űreszköz központi hulladéktárolójába.

### Kamerák és filmek
A Skylab-en minden korábbinál fontosabb volt, hogy a tudományos kutatások eredményeit, megfigyeléseit dokumentálják, megörökítsék (lényegében a fényképezés céllá lépett elő eszköz helyett), különös tekintettel a földmegfigyelésekre, vagy a csillagászati megfigyelésekre, ezért az űrállomást minden korábbinál több és jobb fényképezőgéppel és kamerával szerelték fel. A fényképezési feladatokhoz egy sor kézi és rögzített fényképezőgépet, tv kamerát és filmfelvevőt rendszeresítettek, ezen belül is még nagyobb változatossággal különböző fókusztávolságú objektíveket társítottak hozzájuk. Az eszközök nagy része filmet alkalmazott, de voltak elektronikus rögzítőeszközök is, amelyek mágnesszalagra rögzítették a felvételeiket, amelyet aztán a rádióadáson keresztül küldtek le a Földre, ahol ismét dekódolták és filmmé állították össze az adatfolyamot.
Személyi (kézi) fényképezőgép és kamera:
Televíziós kamera:
- Westinghouse színes felvevő

25–150 mm zoom
- 16 mm filmfelvevő (Maurer), amelyet 16 mm Data Acquisition Camera néven említettek. A DAC nagyon alacsony képsebességre volt képes, hasonlóra, mint a mérnöki műszaki filmfelvevőké, együtt azzal a képességgel, hogy a zársebessége is függetlenül állítható volt. A működéséhez, az akkuja feltöltéséhez a Skylab szolgáltatott áramot. Használat közben a lencséi cserélhetőek voltak, különböző lencsék illettek hozzá és különböző filmeket is lehetett benne használni. Különböző képsebesség volt állítható rajta: 2, 4, 6, 12 és 24 képkocka másodpercenként.
  - A hozzá használható lencsék: 5, 10, 18, 25, 75 és 100 mm
  - A hozzá használható filmek:

Ektachrome film
SO-368 film
SO-168 film
- 35 mm filmes fényképezőgépek (Nikon)

Összesen 5 db 35 mm-es fényképezőgépet rendszeresítettek a fedélzeten, 55 mm-es és 300 mm-es lencsékkel
A gépek speciálisan módosított Nikon F gépek voltak, amelyeken tükörreflexes kialakításuknál fogva a lencsék cserélhetőek voltak
- - A hozzá használható filmek:

Ektachrome film
SO-368
SO-168
2485 típusú film
2443 típusú film
- 70 mm film camera (Hasselblad)

A gépnek egy elektronikus képfeldolgozó rendszere is volt. amely Reseau lemezekre dolgozott.
- - A hozzá használható filmek:

70 mm Ektachrome
SO-368 film
- - Lencsék: 70 mm és 100 mm lencse

## Repülések

### Az űrállomás felbocsátása

#### Startbaleset

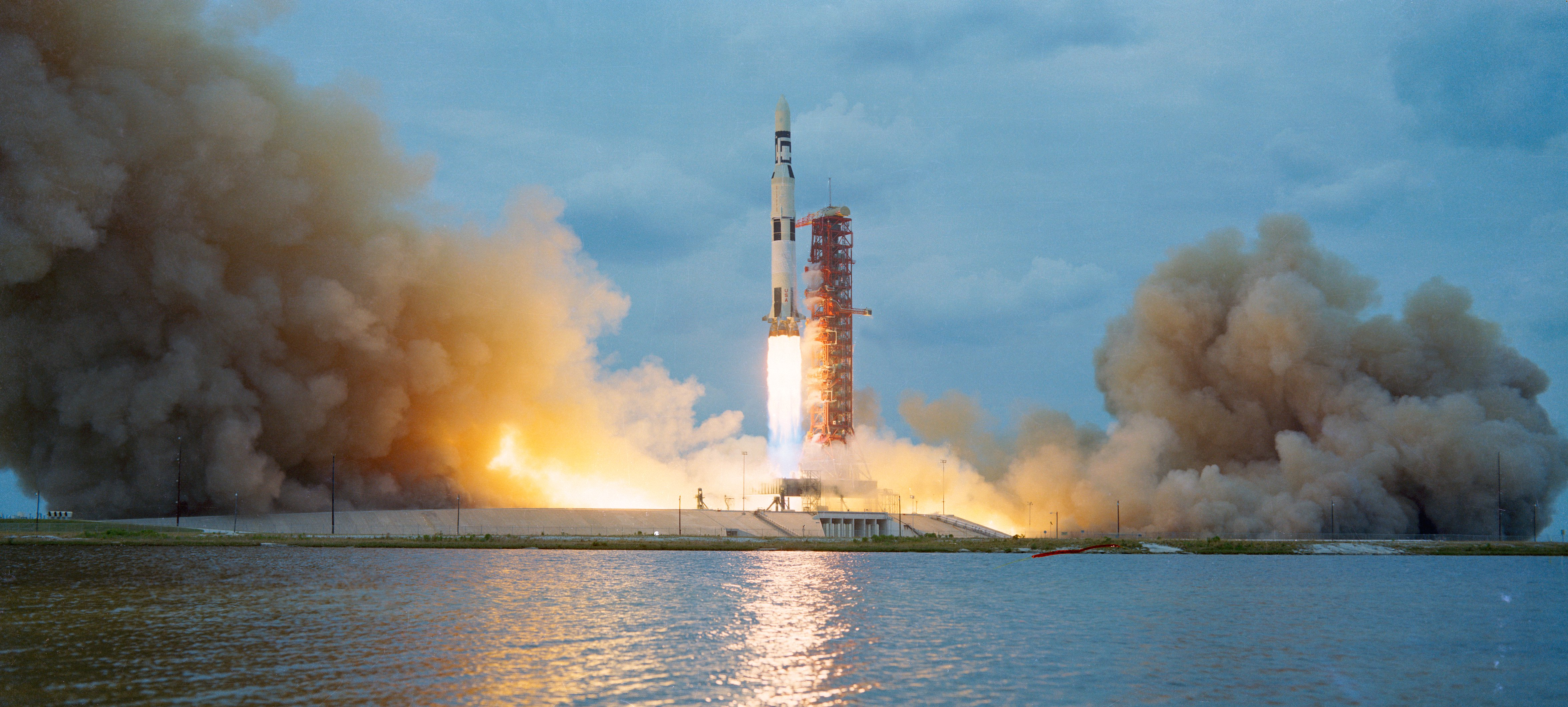
A Skylab űrállommás startja a Kennedy Űrközpont 39A indítóállásáról 1973. május 14-én

A program első művelete az űrállomás automatikus, távirányított felbocsátása volt, hogy később a személyzet is csatlakozhasson az űreszközhöz a maga Apollo taxiűrhajóján. 1973. május 14-én helyi idő szerint 12:30:00-kor (17:30:00 UTC) Cape Canaveralról elindult a történelem utolsó Saturn V rakétája, az AS–513-as. 10 perccel később a radarjelek és egyéb telemetria pedig azt mutatta, hogy rendben, az előre tervezett 50° hajlású Föld körüli pályára állt. Megkezdődött az égi laboratórium felélesztése és az egyes műveletek sikerét a telemetria rendre jelentette: leválasztották a radiátorokat, így be lehetett kapcsolni a hűtést, aztán leválasztották az áramvonalazó orrkúpot, az űrállomás megfürödhetett a napfényben. Következett a napobszervatórium megfelelő, 90°-os pozícióba forgatása és a szélmalomszerű napelemek kinyitása, amely szintén sikerrel járt, ráadásul az addig a dokkolószerkezetek elé behajtogatott napobszervatórium megfelelő helyzetbe állásával azt is kipipálhatták, hogy az érkező űrhajók bedokkolhattak. Már 41 perce úton volt a Skylab, amikor elkövetkezett a soron következő eszközaktiválási művelet, a fő napelemek megfelelő helyzetbe állítása, ám ekkor a telemetria valami furcsát közvetített. Az adatok elég zavarosak voltak, volt olyan jelzés, amely szerint a napelemtábla kinyílt ugyan, de nem teljesen és volt olyan, amely szerint a szárnyak mozdulatlanok maradtak. Ez utóbbi jelzést támasztotta alá az elektromos rendszer telemetriai jelzése is: egyetlen amper áram sem termelődik. Mind a Deep Space Network madridi, mint az ausztrál goldstone-i állomásáról parancsot sugároztak fel a napelemtábla újbóli nyitására. Eredmény nélkül.
Az irányítás számára világossá vált, hogy válságos helyzet állt elő és a probléma fő forrása az elektromos energia hiánya. Egy kisebb jelentőségű hibáról is értesült az irányítás az adatokból: megsérült a mikrometeorit pajzs. Utóbbit nem tartották akkora problémának, mivel az előző űrrepülések tapasztalatai azt mutatták, hogy egy meteoritbecsapódásnak – amely ellen a pajzs védelmet nyújtott – vajmi kevés esélye volt. Furcsa módon később az derült ki, hogy a két probléma összefügg, pontosabban az egyiknek éppen a másik oka, mivel a pajzs leszakadt és az tette tönkre a napelemeket is. Azonban hamarosan előtérbe került a mikrometeorit pajzs másodlagos funkciója és az annak nyomán felmerülő még nagyobb probléma is. A pajzs egyben hőpajzsként is funkcionált, mivel a nap által megsütött felületeken keletkező hőt kezelni kellett, az űrben a hűtés nagyobb probléma, mint a fűtés és a túlmelegedés ellen óvni kell az eszközöket (a pajzs kívülről egy fekete-fehér mintázatot kapott, amely képes volt a szükséges hőmennyiség elnyelésére, illetve a pajzs alatt az űrállomás külsejét aranyfóliába burkolták, így a fal és a hőpajzs között szabályozottá vált a hőáramlás, de pajzs nélkül az aranyfólia minden hőt elnyelt és benntartott, azonnal nagyot emelve az űrállomás belső hőmérsékletén).
Ahogy az idő haladt előre, a vizsgálat megállapította, hogy a start adataiban az emelkedés első percének végénél, közvetlenül a max Q (maximális dinamikus nyomás) elérését követően oldalirányú gyorsulást rögzítettek az érzékelők, ami strukturális törésre utalt. Egy órán belül a külső hőmérséklet érzékelők 82 °C értéket, míg a belsők 38 °C-t mutattak, a körülmények haladtak az elviselhetetlen felé. A hamar összeállított hőmérséklet modell azt vetítette előre, hogy belül elérheti a hőmérséklet a 77 °C-t, míg a külső hőfok 165 °C-ig emelkedhet. Ez veszélyeztette az élelmiszer készleteket, a kísérletek dokumentálásához szükséges, betárolt filmkazettákat, sőt akár magát az űrhajó szerkezetét is.
A felbocsátás estéjére még egy járulékos gond is felmerült. Az űrállomás helyzetszabályozásával is probléma volt. A giroszkópokról is olyan adatok érkeztek, hogy elégtelenül működnek és az automata rendszer túl sok nitrogén gázt használ el, hogy az elégtelen adatok alapján megfelelő állásban tartsa az űreszközt.
A megannyi probléma azt vetítette előre, hogy az első állandó legénység 1973. május 15-re (az űrállomás startjának másnapjára) kitűzött indulását törölni kell, ki kell találni – ha egyáltalán lehetséges – valamilyen módot, hogy a rendellenes működést és a nyilvánvaló károkat elhárítsák és erre a módszerre a felküldendő legénységet kiképezzék.

#### Mentési előkészületek

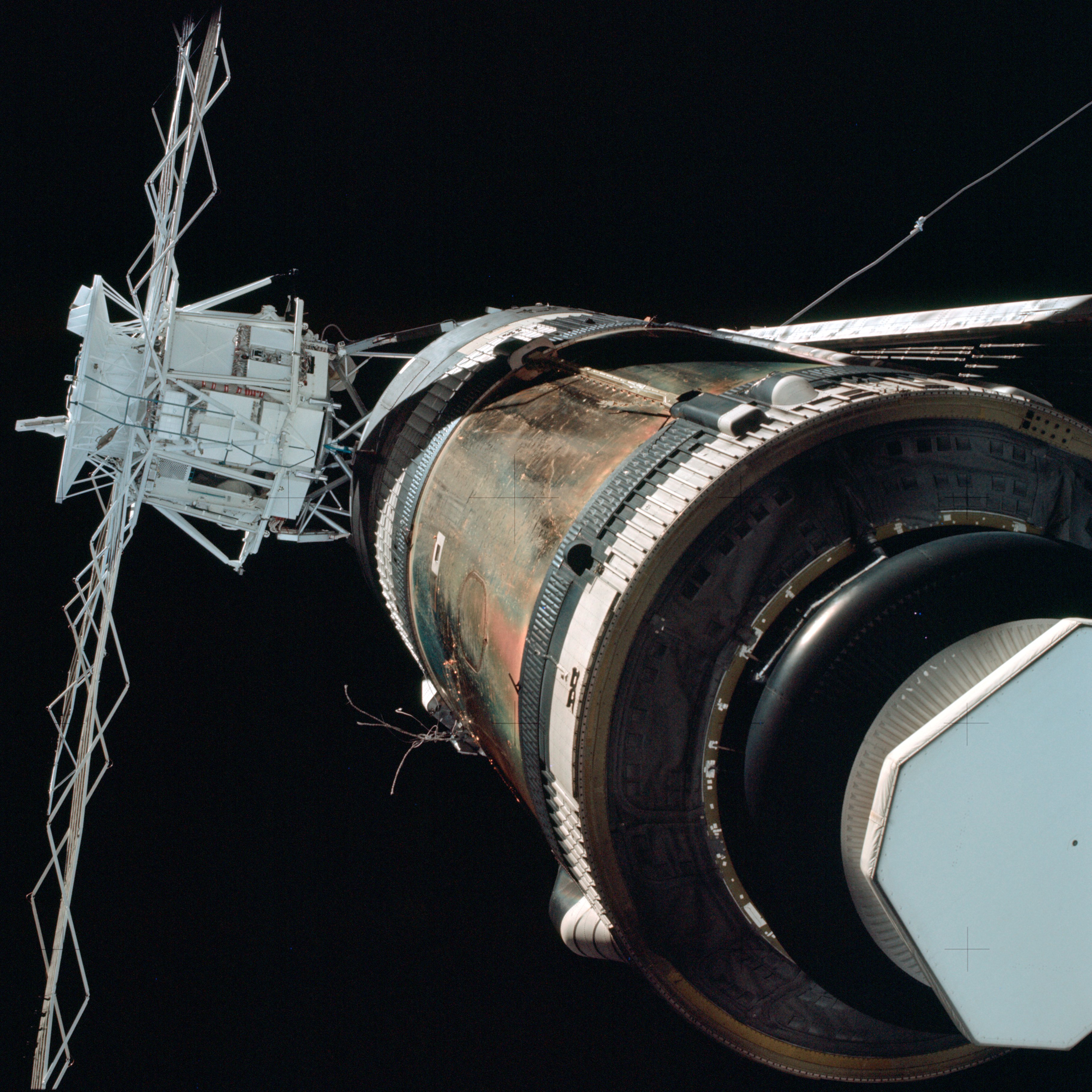
A sérült Skylab látványa a Skylab–2-ről a leszakadt borítással és az alig kinyílt napelemtáblával

Az űrállomás megmentéséhez a következő problémákra kellett választ találniuk a tervezőknek a lehető legrövidebb idő alatt:
- hőmérséklet/áramtermelés kombinált problémája: az űrállomás legnagyobb problémája kettős, ám egymással szorosan összefüggő volt és két lépcsőben kellett rá megoldást találni. Elvileg a Napobszervatóriumon elhelyezett napelemtáblákon termelődő áram (max. 4,5 kW) elegendő lett volna az űrállomás kezdeti, lényegében stand-by állapotában – a legénység érkeztéig – tartó működéséhez. Ám ehhez úgy kellett manőverezni az űreszközt, hogy a napfény beesési szöge 90 fok körüli legyen. Ám ekkor a legnagyobb felületét mutatta a Skylab a Nap felé, ráadásul a nagy felületen merőlegesen beeső nap a legnagyobb hőterhelést is generálta, és ez fordítva is igaz volt, amikor a minimális hőterhelést jelentő pozíciót vette fel a Skylab – azaz az egyik végét mutatta a Nap felé –, csak minimális áram termelődött, azaz ami az áramtermelés szempontjából jó lett volna, az a hőmérséklet szempontjából katasztrofális volt. Hosszas kísérletezés után egy 45°-os napfény beesési szöget tartó állásszög lett a legjobb kompromisszum. A problémát fokozta, hogy az űrállomás helyzetszabályozásában is bizonytalanság támadt, mivel a helyzet meghatározásáért felelős giroszkópok közül néhány túlmelegedett az első napon és hamis értékeket kezdett szolgáltatni. Emiatt az irányításnak fel is kellett hagyni azzal a gyakorlattal, hogy általában irányonként két-két giroszkóp értékeinek átlagából számítson irányszögeket és azok alapján a szükséges kormányparancsokat. Szerencsére irányonként legalább egy giroszkóp megfelelően működött, bár ilyenkor az eszközben folyamatosan akkumulálódik egy természetes hiba, így az irányítóknak folyamatos erőfeszítésébe került, hogy pontos képet adjanak az űreszköz helyzetéről. További probléma volt, hogy a helyzetszabályozásra csak meghatározott mennyiségű nitrogéngáz állt rendelkezésre, amely normál műveletekre tervezett mennyiség volt. Az első nap extra igénybevétele miatt azonban a tervezett mennyiség kétszerese fogyott, sokáig nem lehetett fenntartani ezt a rezsimet.[34]
- hőmérséklet: önálló problémát jelentett a hőmérséklet emelkedése, az űrállomáson tárolt készletek tekintetében. A belső hőmérséklet az első hét végére elérte az 54 °C-t is, de sikerült azt átlagosan 42 °C értéken tartani a napfényes félteke feletti periódusokban. A túlmelegedés azonban arra mutatott, hogy a fedélzeten felhalmozott élelmiszerek megromolhatnak. Tesztek indultak, amelyek azt mutatták, hogy a konzervdobozos élelmiszerek 54 °C-on sem károsodnak, a dehidratáltak még afölött sem, így az elsődleges veszély az élelmiszerek megromlására elhárult. Az élelmiszerek mellett gyógyszereket is tároltak a fedélzeten – összesen 62-féle ilyet sorolt a fedélzeti leltár –, amelyekre szintén úgy tekintett az irányítás, hogy potenciálisan megromolhat. A gyártókkal felvéve a kapcsolatot, az összes készítményen végig kellett menni, hogy melyik bírta ki a hőséget és melyiket kell cserélni később. Ezeken felül még volt egy készletfajta, amelynél problémát okozhatott a meleg, a megfigyelések és kísérletek során alkalmazott filmek, amelyek emulziójában szintén kárt okozhatott a magas hőmérséklet. A gyártó Kodakkal felvéve a kapcsolatot nem sikerült egyértelmű eredményre jutni, így a tervek szerint a látogató űrhajók inkább új készleteket vittek magukkal.[34]
- áramtermelés: az űrállomás helyzetének beállítása az optimális áramtermelés érdekében csak egy megoldandó probléma volt a sok közül. Emellé az irányítás más leckét is kapott a természettől, az áram tárolására rendelt akkumulátorok egymás után hibásodtak meg. Az űrrepülés egyik sajátossága, hogy egy keringésnyi idő alatt nagyjából félidőt sötétben tölt az űrhajó, azaz az áramtermelés a napelemek által csak a másik fele időben lehetséges, míg a sötét félteke felett csak felhasználás van, áramtermelés nincs. Így ehhez a metódushoz akkumulátorok kellenek, hogy a nappali félteke felett feltöltsék őket, míg az éjszakai felett felhasználja az űreszköz (és személyzete) a tárolt energiát. Az űrállomás összesen 18 akkumulátort vitt magával erre a célra, ám 1973. május 24-re 8 felmondta as szolgálatot a szélsőséges felhasználás miatt.[34]
- szerkezeti integritás: nemcsak a belső, hanem a külső hőmérséklet is problémát jelentett, az űrállomás külső felületén mért hőmérséklet is egyre magasabb értékeket vett fel, elérve helyenként a 150 °C-t. Huntsville-i mérnökök egy csoportja felvetette, hogy mivel nem ilyen hőhatásokra tervezték a szerkezetet, félő hogy esetleg strukturális deformitások, esetleg törések keletkeznek. Szerencsére ez nem következett be. Járulékos problémaként jelentkezett, hogy az S-IVB-ből átalakított űreszköz szigetelésére poliuretán habot alkalmaztak sok helyütt és szintén félő volt, hogy a magas hőmérséklet toxikus gázokat szabadíthat fel. Bevonva a gyártó McDonnell Douglas szakembereit, arra a következtetésre jutottak, hogy a munkaterem méreteinél fogva a mérgező gázok koncentrációja nem lesz kritikus sosem, de a biztonság kedvéért később összesen négyszer szellőztették ki és töltötték újra munkaterem belső légkörét.[34]

Hamar kikristályosodott, hogy az összes probléma gyújtópontjában a hőmérséklet csökkentése, illetve a startnál leszakadt – és hővédő funkciókat is ellátó – mikrometeorit pajzs valamilyen szintű pótlása jelenti. Első körben több irányon indult el az ötletelés, spray-jel felhordott festéktől, a tapétán és a felület fölött felfújt ballonon át a függönyig és a kihajtogatható fém panelekig. A NASA végül összesen 10 megoldást talál továbbgondolásra érdekesnek. Két jelentősebb csoportosulás alakult ki az brainstormingot tartó mérnökök között, egy huntsville-i csoport és egy Max Faget – a Merury és a Gemini űrhajók tervezője – vezette houstoni csoport. A huntsvilleiek azt javasolták, hogy fújjanak fel egy meteorológiai ballonhoz hasonló léggömböt a károsodott terület fölé egy tudományos légzsilipen keresztül, amelynek alternatívája egy hatalmas „ponyva” volt, amelyet szintén a kérdéses felület fölé kellett kifeszíteni, kellő rést hagyva az űrállomás fala és a ponyva között. Eközben sorra zárták ki a többi ötletet, előbb a festéket zárták ki (bár a vákuumkamra teszteken meglehetősen jól szerepelt, csak megoldhatatlan volt a logisztikája és egy későbbi szennyeződésnek az űrhajóba kerülésétől is tartottak a mérnökök), majd a tapéta is kikerült a megoldási javaslatok közül.
Lassan a kifeszítendő ponyva lett a befutó megoldás, háromféle felhelyezési móddal: vagy egy hosszú pózna és a napobszervatórium közé feszítve, vagy az űrállomást körbe repülő Apollo űrhajó által felhelyezve, vagy pedig az űreszköz napos oldalán levő egyik tudományos célú légzsilipből kidugott szerkezet által széthajtogatva. Mindegyik megoldási javaslatra születtek prototípusok és felhelyezési kísérletek (a NASA hatalmas medencéjében például), majd május 19-én tartották azt a telefonkonferenciát, amely dönteni volt hivatott a nyerő verzió kiválasztásáról. Végül az ún. „napernyő” megoldás lett a befutó, azaz a légzsilipen kidugott és a sérült terület felett különbözó teleszkópos botokon és kapcsokkal kifeszített narancssárga ponyva.
A NASA Neutral Buoyancy Simulatorában (az óriási medencében, ahová egy Skylab makettet süllyesztettek) a tartalék személyzet általi kipróbálás után csak egyetlen feladat maradt, az elsődlegesen repülő legénységnek betanítani a felhelyezés mikéntjét és kitűzni a mentőakció startját.

### Skylab–2

#### A javítás

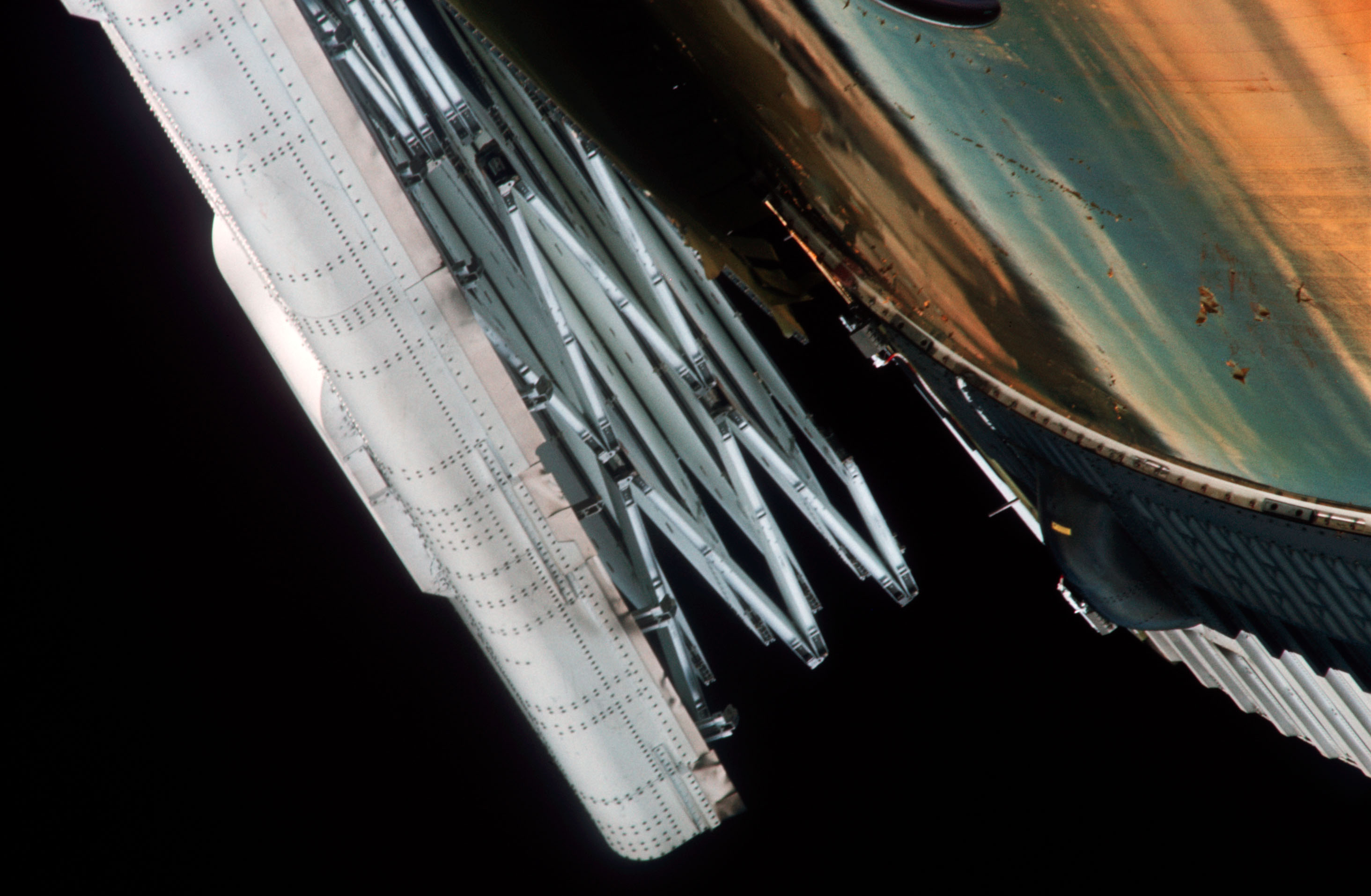
Az űrállomás csak részben kinyílt napelemtáblái

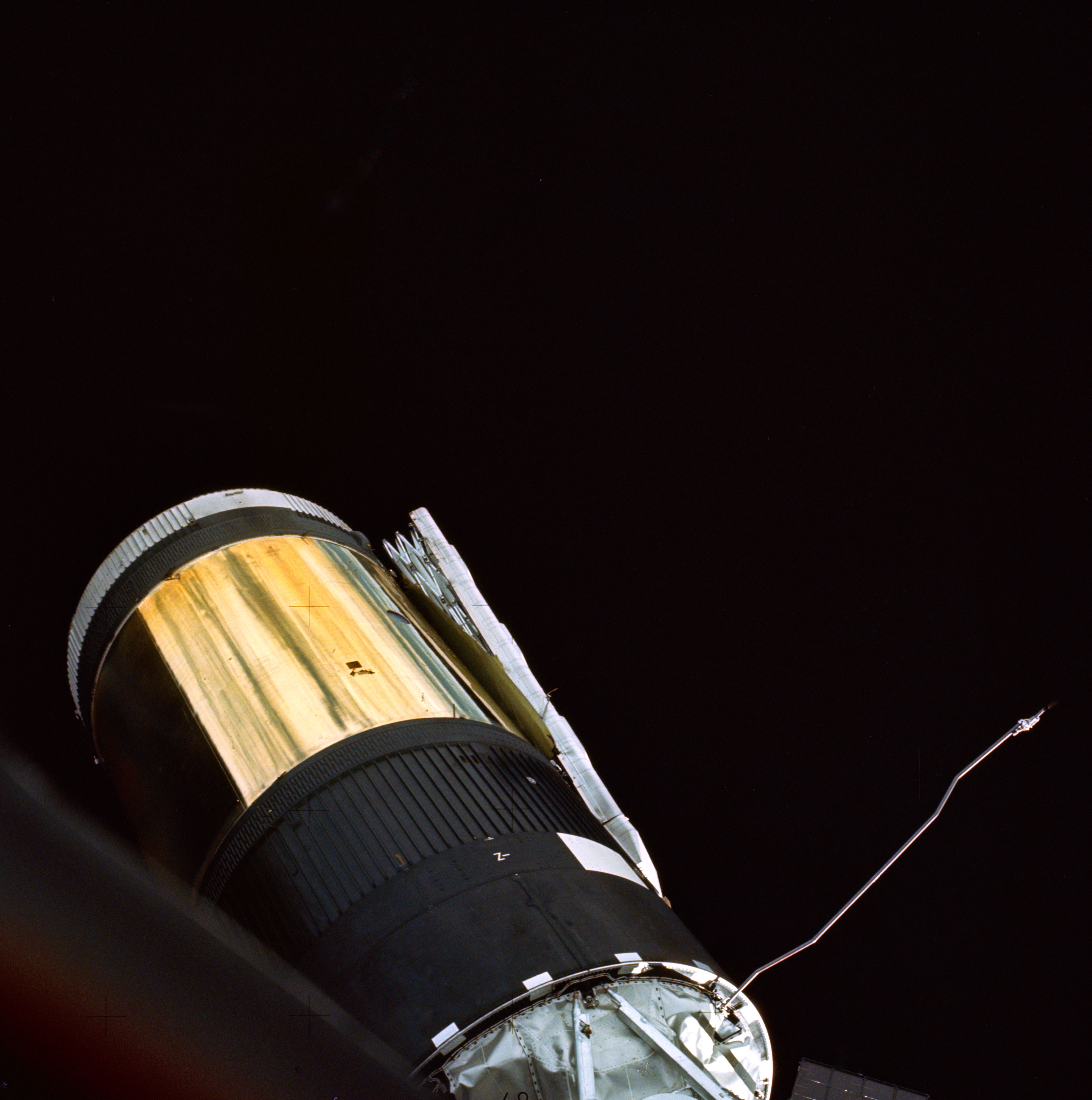
A leszakadt mikrometeorit pajzs helye

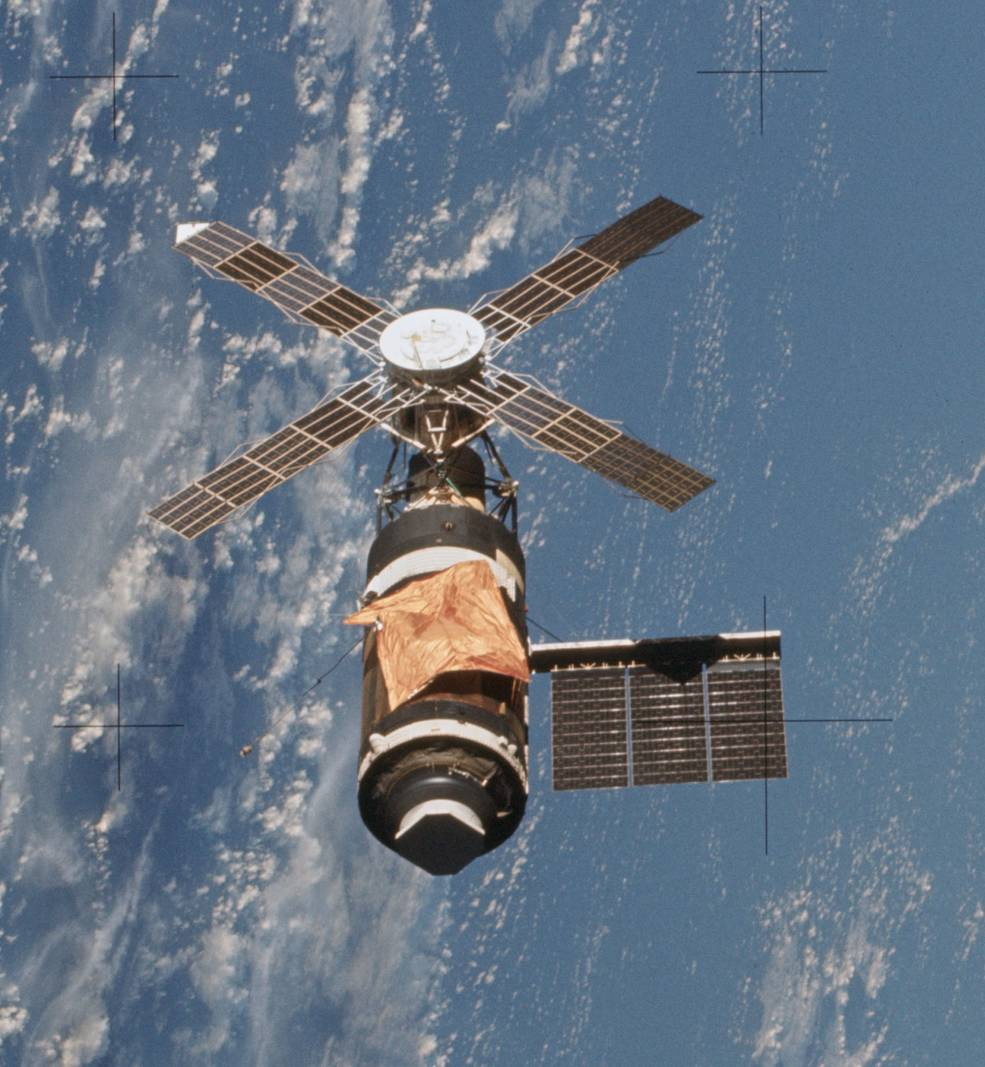
A Sklyab már a javításokkal, a teljesen kinyitott, megmaradt napelemtáblával és a napernyővel

Mindössze 11 nappal a balul sikerült Skylab startot követően újabb felbocsátásra készülődtek Cape Canaveralen, az űrállomás első álladó legénységnek űrhajója, a Skylab–2 Apollo parancsnoki és műszaki egysége állt készen arra, hogy űrhajósai magukkal vigyék mindazt az eszközt és ellátmányt, amelyet az előző 11 nap alatt találtak ki, készítettek el és találtak szükségesnek a mérnökök az űrállomás megmentéséhez. A startra 1973. május 25-én, helyi idő szerint 9:00-kor (13:00 UTC) került sor az LC–39B indítóállásról, fedélzetén Pete Conrad parancsnokkal, Joe Kerwin tudományos pilótával és Paul Weitz pilótával. Az indításhoz fennállása után mindössze másodszor használták a 39B indítóállást, egy új metódust is kipróbálva.
Amikor az Apollo-programban korábban csak egy Apollo űrhajót kellett Föld körüli pályára küldeni, akkor ehhez a Saturn IB-t használták, így történt ez ezúttal is, ám az volt a különbség, hogy a kisrakétát nem a neki létrehozott LC–34, vagy LC–37 indítóállásról bocsátották fel, hanem a Saturn V óriásrakétákra szabott LC–39-ről. Ehhez annyi átalakítást kellett megtenni, hogy a rakétát egy acélgerendákból rótt szerkezet – az űrhajósszlengben a fejőszék becenevet kapott eszköz – tetejére állították, hogy a segédszerkezet és a kisrakéta ugyanolyan magas legyen, mint a Saturn V.
Conradék startja tökéletesre sikeredett – annak ellenére, hogy egy villán a start előtt röviddel belecsapott ismét az indítóálláson álló űrszerkezetbe, kisütve az űrhajó giroszkópjait, de a hibát hamarjában elhárították – és aznap délután a legénység már jelentést tehetett a mellettük repülő Skylabről. Később végrehajtottak egy ún. könnyű dokkolást, azaz a két űrhajó dokkolószerkezetét egymásba csúsztatták, de a záróreteszeket, amelyek merev összekapcsolást biztosítottak, nem aktiválták. Ezzel azt érték el, hogy a két űrhajó kötelékrepüléséhez, azaz folyamatosan ugyanolyan egymás melletti helyzetének fenntartásához nem kellett üzemanyagot felhasználni.
Rövid idő után ismét leváltak és Contad irányításával nagyon finoman körberepülték a Skylab-et úgy, hogy Weitz kinn állt az űrhajó ajtajában és jelentette, amit lát. Elveszett kettes napelemtábláról, félig és rosszul nyílt egyesről, és az azt leszorítva tartó, leszakadt meteoroidpajzsról és törmelékeiről, a Nap hőjétől elfeketedett aranyfóliáról szóltak a legénység jelentései, vagy ahogy valaki fogalmazott: pont olyan rosszról, mint amit vártak. Egyetlen jó jel volt, a tudományos légzsilip, amelyen keresztül majd a helyére akarták tenni az új „napernyőt”, tiszta volt, mentes mindenféle törmeléktől. A felmérés végeztével Conrad újra bedokkolt a Skylabhez, ezúttal sem rögzítve véglegesen az Apollo űrhajót.
Az első nap azt tűzték ki maguk elé az űrhajósok, hogy megpróbálják a beszorult és nem megfelelően kinyílt, de legalább megmaradt napelemszárnyat kinyitni. A legénység úgy gondolta, hogy erre egy SEVA (Stand-up Exrtavehicular Activity – felállva végzett űrséta, azaz olyan űrhajón kívüli művelet, amikor egy űrhajós csak az űrhajó ajtajában állva a felső testével emelkedik ki a járműből) során megoldható a napelemszárny kiszabadítása. Hozzá is láttak: Weitz bújt ki egy szerszámmal a kabinajtón, Kerwin tartotta a lábát és Conrad manőverezte az Apollo űrhajót. A kísérlet nem sikerült, Conrad annyit jelentett hivatalosan, hogy „Nem fogjuk tudni megcsinálni a szerszámainkkal, amik vannak”, nemhivatalosan pedig a feszült és sikertelen munka alatt néhány négybetűs angol káromkodás (f..ck) is becsúszott a nyitott mikrofonokon keresztül a rádióforgalmazásba.
Úgy tűnt, a probléma SEVA segítségével nem megoldható, át kell szállni az űrállomásra és belülről kell megközelíteni a megfelelő légzsilipen keresztül a sérült területet. A következő napon az űrhajósok először szálltak át az új légzsilipet felavatva a Skylabre. Ám váratlan problémába ütköztek. Az átszálláshoz immár nem volt elég a könnyű dokkolás, immár a teljes, szilárd összekapcsolással járó változatra volt szükség, amelyet Conrad meg is próbált teljesíteni. Elsőre sikertelenül, a dokkolószerkezet nem csúszott megfelelően a helyére, nem váltva ki a reteszek aktiválódását. Újabb és újabb sikertelen próbálkozások következtek, összesen nyolcszor vallott kudarcot a parancsnok a szilárd dokkolással. Ekkor a legénység felöltötte az űrruhát, és a parancsnok szétszereltette a parancsnoki hajó dokkolószerkezetét, hátha valamilyen beszorult törmelék akadályozza a műveletet.
Az újraösszeszerelés után a következő dokkolási kísérlet teljes sikerrel járt. Az űrhajósok átszállhattak a Skylabre és egy két órás művelet keretében a tudományos – űrsétára szánt – légzsilipen keresztül kidugták a napernyőt és az azt tartó rudakat, amelyek aztán fokozatosan kihajtogatták a ponyvát a sérült felület fölé. A parancsnok először elégedetlen volt, hogy csak részben fedi a felületet a vászon és gyűrődések vannak rajta, ám az irányítás tudta, hogy a napfény hatására majd kisimul a takaró és még tovább feszül. A következő napokban a lehűlést várták az űrhajósok: a külső hőmérséklet nagyon hamar 55 °C-ra esett, míg a belső is csak az első napon 11 °C-kal csökkent. Három nap alatt a belső hőmérséklet 26 °C-on stabilizálódott, amely ugyan még mindig a tervezett hőfok felett volt, ám már messze az élhető sávon belülre került.
A legénység a következőkben visszatérhetett az első napon kudarcba fulladt kísérlethez, hogy a megmaradt egyes számú napelemszárnyat megpróbálják kiszabadítani és megfelelően kinyitni. Rusty Schweickart vezetésével a Földön már a felbocsátás kudarca óta folyt egy kísérlet a probléma modellezésére és megoldására, amely a Conradék első napi kudarca után újult erővel folytatódott és négy nap alatt kidolgoztak egy bonyolult, de kivitelezhető megoldási javaslatot. Eszerint két űrhajósnak kellett űrsétát tennie, hogy az egyik légzsilipen kibújva és egy antenna árbócon kimászva, egy hosszú nyelű vágóeszközzel megpróbálják átvágni a törmelékdarabokat, amelyek leszorították a napelemszárnyat (a csoport előtte a létező összes fényképfelvételt, amit az űrhajósok leküldtek, hogy minél jobban értelmezhessék a feladatot). 1973. június 7-én jött el a nap, hogy a Schweickart-féle csoport eredményeit felküldve, a műveleti leírásokat gondosan áttanulmányozva Conrad és Kerwin kiléptek a légzsilipen és lépésről-lépésre végigmentek a műveleteken, ezzel kiszabadítva végre a napelemtáblát, amely a helyes pozícióba állt. Másnap a napelem a tőle várt 7 kW energiát szolgáltatta.

#### A tudományos munka

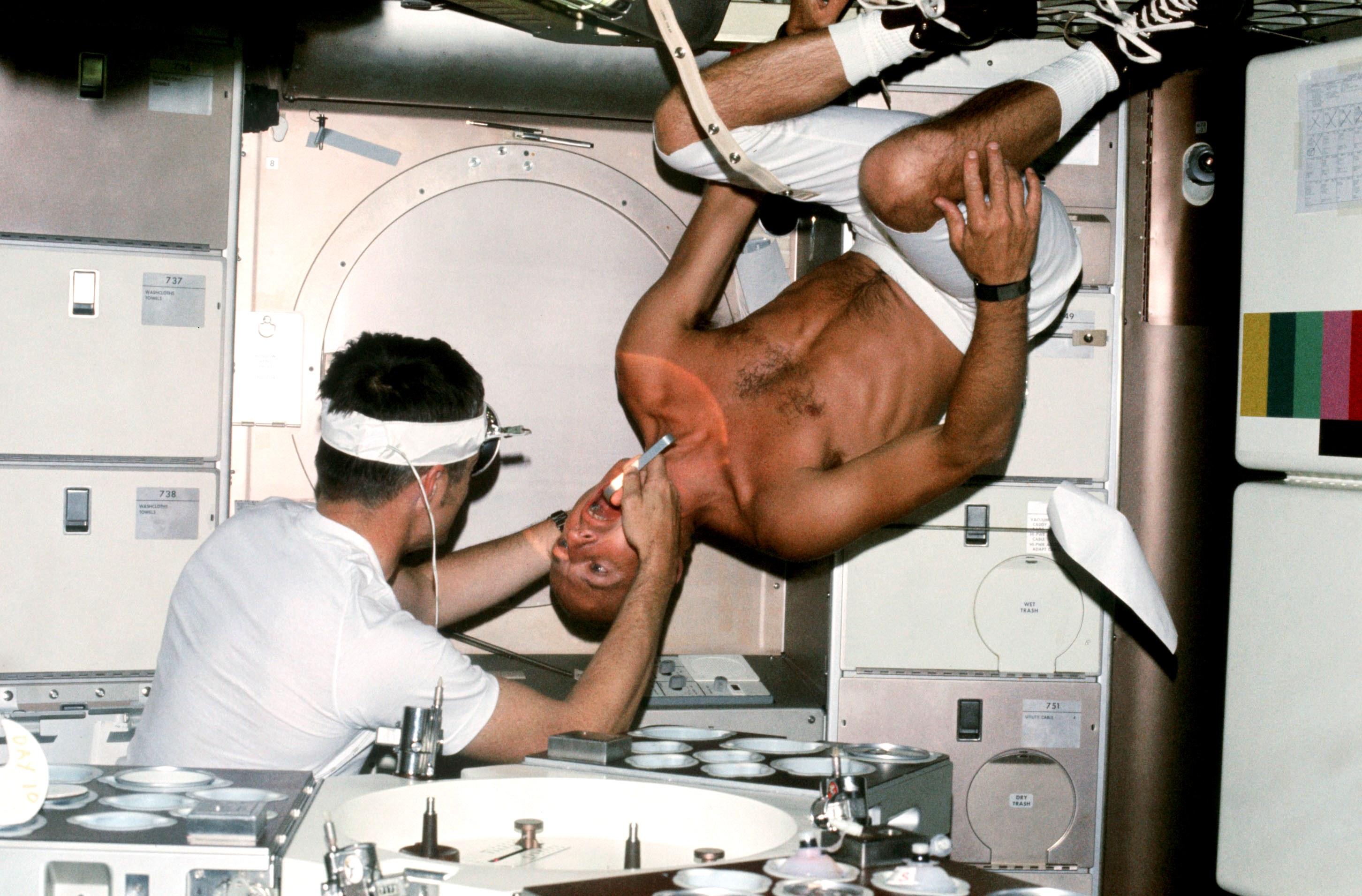
dr. Kerwin rendel – Pete Conrad fogászati vizsgálaton esik át az űrben

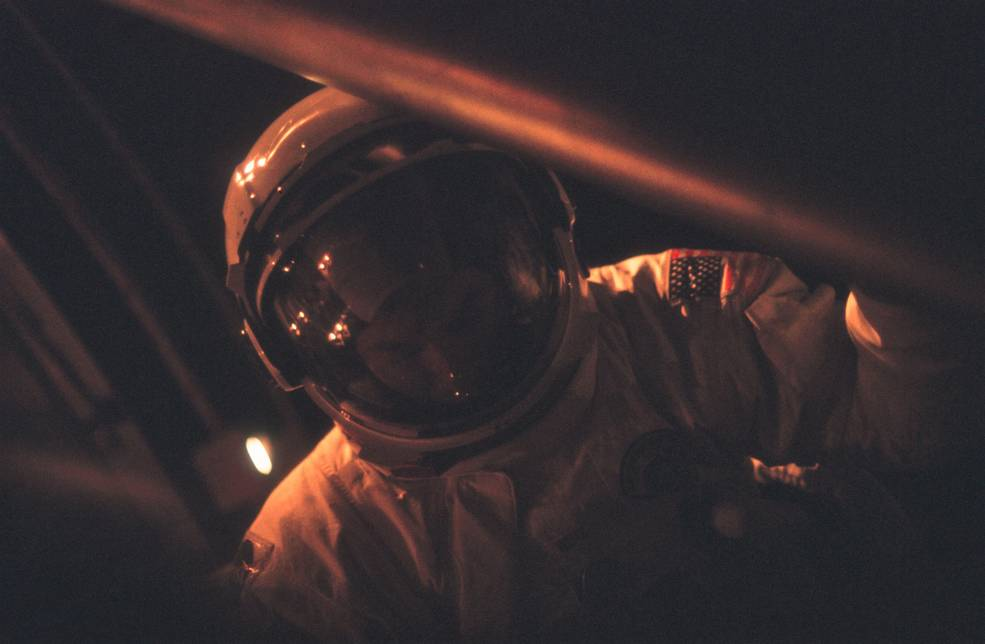
Paul Weitz űrsétán

A legénység miután sikerrel járt mind a napernyő felhelyezésében, mind pedig az áramellátás megfelelő szintre emelésében, a harmadik repülési napon elkezdte a tudományos kísérletek berendezéseinek üzembe helyezését és felkapcsolását, majd amikor a hőmérséklet is stabilizálódott a munkateremben, a legénység is átköltözött az űrállomásra, hogy elkezdődhessen a tudományos munka.
A hosszú távú űrkísérletek legnagyobb kérdése maga a hosszú táv volt, azaz hogy az emberi test képes-e elviselni az űrbeli körülményeket hosszú távon (rövidebb időtartamra (maximum 14 napra) vonatkozóan az előző űrrepülésekről természetesen már megvoltak a tapasztalatok), új minőséget jelentett azonban, hogy a korábbi maximális időtartamot is egyből meg akarták duplázni, aztán siker esetén tovább növelték volna a napok számát, másrészt a korábbiakhoz képest sokkal nagyobb belterű űreszköz állt a rendelkezésre, új értelmet adva annak a kifejezésnek, hogy „élni az űrben”. Ugyanakkor a korábbi tapasztalat azt mutatta, hogy az Apollo űrhajósoknak, akiknek nagyon limitált tér állt a rendelkezésükre, hogy fizikai gyakorlatokat végezzenek, repülésük végére romlott egészségügyi állapotuk – igaz, a leszállás után nagyjából 36 órán belül vissza is állt a normális szintre –, ezért a még hosszabb időszakra az űrbe merészkedőknek mindenképpen más megoldások kellettek.
A tervezők ezért gondosan megtervezték, hogyan maradhat fitten a három űrhajós a földiétől merőben eltérő körülmények között, másrészt a NASA orvoscsapara gondosan megtervezte, hogy hogyan lehet mérni az alanyokat érő orvosi hatásokat. A testedzések legfőbb eszköze egy kerékpár ergométer volt, amelyet mindenkinek napi rendszerességgel kellett használnia, hogy a súlytalanság feltételezett negatív hatásait elkerülje. Az orvosok pedig előírták, hogy mérjék a vérnyomásukat, a szívverésüket és az oxigén felhasználásukat (ezzel egyébként tovább mélyítve az orvosok elleni ellenérzést, akár még a NASA vezetői körében is, hogy azok felesleges vizsgálatokat végeztetnek és egyébként is túl konzervatív a hozzáállásuk egészség ügyben. Eleinte megannyi problémájuk támadt az űrhajósoknak az ergométerrel, el kellett telnie egy hétnek, hogy megtanuljanak rajta a súlytalanságban is biciklizni (elmondásuk szerint például sokkal többet dolgozott a karizmuk, mint a lábizmuk).
Az általános feladatok és kísérletek a következő csoportok szerint mentek végbe:
- Élettani tudományok – az emberi fizológia tanulmányozása, biomedikai kutatások, életritmus felmérések (egereken és szúnyogokon is)
- Napmegfigyelés, csillagászati megfigyelések (összesen nyolc távcsővel, csillag megfigyelések és a világegyetem fizikájára vonatkozó megfigyelések
- Földmegfigyelések – ásványok lelőhelyének felismerés, geológiai megfigyelése, meteorológiai megfigyelések (elsősorban felhőfrontok és hurrikánok megismerése), a földfelszín és a növényzet mintázatának megismerése
- Anyagtudományok – hegesztés, forrasztás, fémolvasztás, kristálynövesztés, víz/folyadék dinamika
- Egyéb – az emberi alkalmazkodóképesség a környezethez, a lakóhely körülményeihez és munkára való képesség, a kézügyesség megfigyelése

A fenti kísérletek közül talán a leginkább várt és újdonságokkal kecsegtető a napmegfigyelés volt, amelyet az önálló részegységként felvitt naptávcső szállított. A naptávcső egyfajta félautomata üzemmódban működött: volt egy napkitörés figyelő rendszer, amely állandóan figyelte központi csillagunkat és riasztást küldött az űrhajósoknak, akik aztán a műszerkonzolokhoz sietve megfelelő pozícióba vezérelhették a távcsövet és megkezdhették a megfigyelést és az adatrögzítést. Kisebb hibája volt a rendszernek, hogy a napkitörés megfigyelő érzékeny volt a Van-Allen-övre is és Dél-Amerika fölött repülve, ahol az öv alacsonyabban húzódott, minden keringésben jelzett, így a riasztása tévesek voltak az esetek zömében. Már három hét telt el a repülésből, amikor 1973. június 15-én a riasztás egy nagyon is valós napkitörést jelzett, amelyet oly annyira vártak az űrhajósok és a földi tudósok is. Weitz volt a pultnál, amely rögzítette a Skylab napobszervatóriumának első napkitörését, amely a rögzített adatokon keresztül aztán igazolta az űreszközbe fektetett befektetést.
Az űrhajósok végül összesen 392 órányi megfigyelést és kísérleti időt gyűjtöttek az űrállomás fedélzetén, sikeresen rögzítettek egy két perces napkitörést és készítettek 29 000 fényképfelvételt. Conrad, Weitz és Kerwin végül 28 napot töltött az űrben, ezzel megduplázva a korábbi rekord hosszúságú repülés időtartamát, Conrad pedig a korábbi három repülésével együtt abszolut időtartam rekorder lett a leszállás után. Az expedíció 1973. június 22-én ért véget, amikor az Apollo űrhajó leszállt a Csendes-óceánon, mindössze 9,6 km-re a mentésre kirendelt USS Ticonderoga repülőgép hordozó mellett.

### Skylab–3

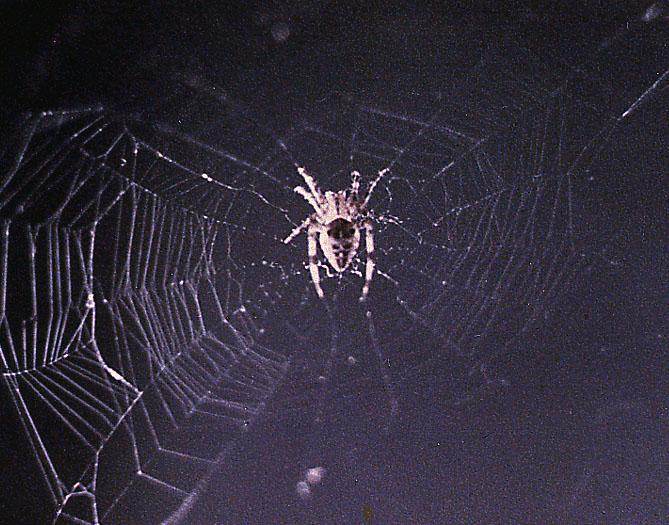
Arabella, a pók hálószövés közben

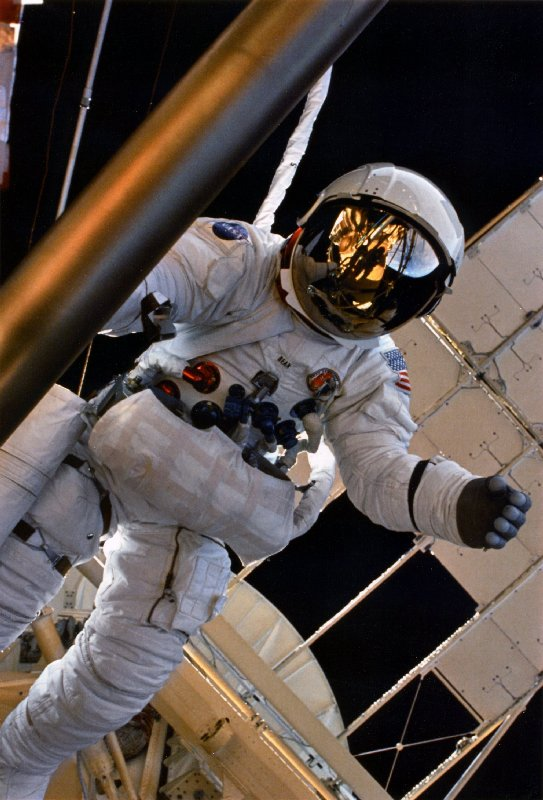
Alan Bean űrséta közben

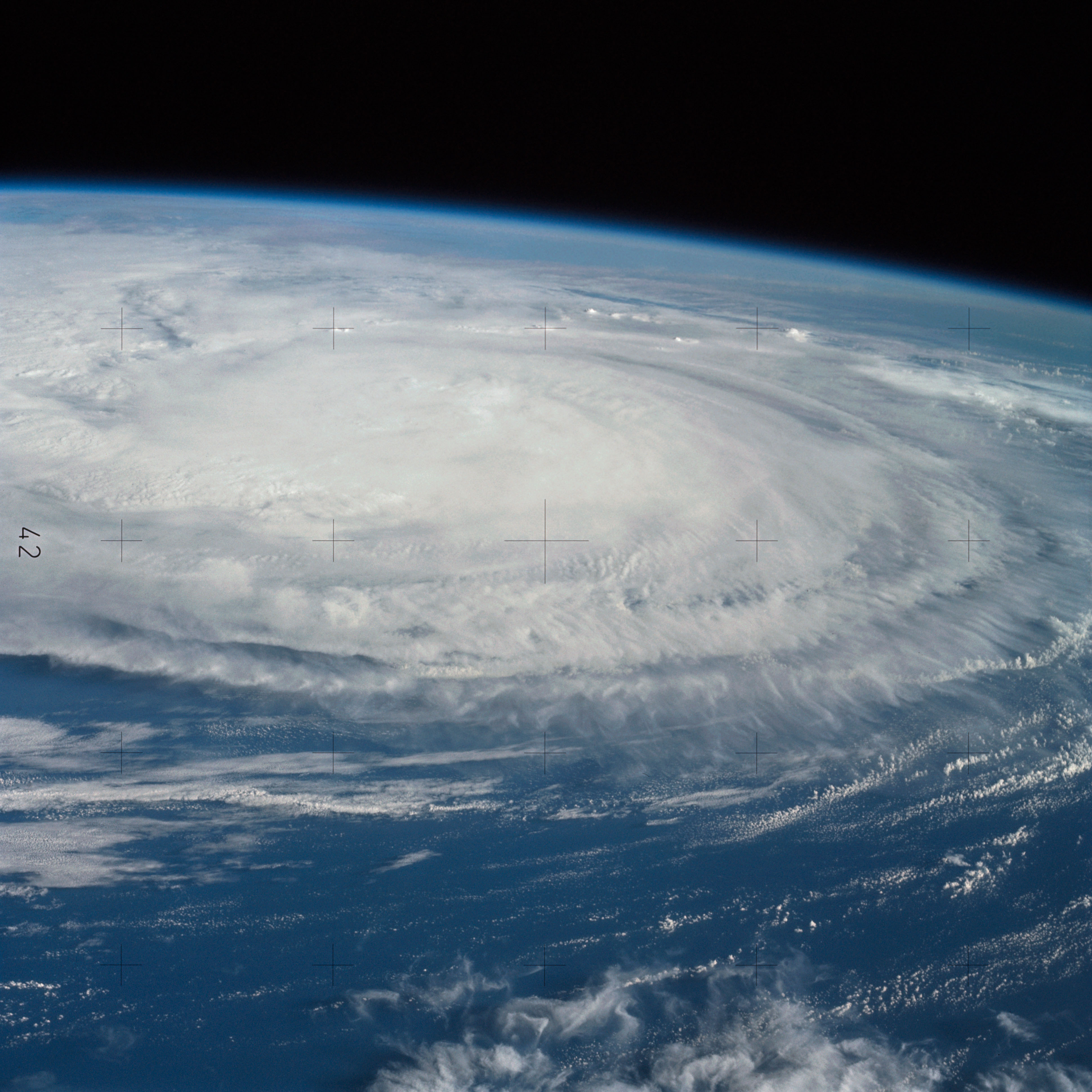
Az Ellen hurrikán 1973-ból

A két személyzet repülés között a Skylab átállt egy csökkentett üzemmódra, úgy keringett pályáján. Lecsökkentették például a légköri nyomást 34,5 kPa-ról 13,8 kPa-ra, ezzel 1,7 °C-ra vitték le a harmatpontot, így a munkateremben a párakicsapódás és véletlen zárlat esélyét óriási mértékben csökkentették, vagy átalakították az áramkezelési metódust, amely jobban alkalmazkodott a keringéshez és így egyenletesebb lehetett a termelés/felhasználás energiamérlege. Természetesen automata üzemmódban tovább folytatódtak a napmegfigyelések.
A Skylab–3 felbocsátását későbbre tervezték, ám három héttel előrébb kellett hozni, mert az adatok szerint a giroszkópok állapota rohamosan romlott. Az előkészületek így három héttel megrövidültek, de ezen idő alatt megterveztek és le is gyártottak egy újabb napellenzőt, amelyet majd az Conradék által felállított fölé kellett kifeszíteniük az új legénység tagjainak, valamint fel kellett készíteni az expedíciót a megfogyatkozott, vagy éppen romlandó készletek (filmkazetták, kábelek, giroszkópok) pótlására, cseréjére. A második állandó legénység 1973. július 28-án startolt el az LC–39B-ről, hasonlóan az első Skylab legénységes starthoz, a „fejőszékről”. A legénység Alan Bean parancsnok, az Apollo–12-vel a Holdat megjárt veterán és két újonc, Owen K. Garriott tudományos pilóta és Jack Lousma pilóta voltak. A legénység a tervek szerint egy 60 napos, azaz két hónapos útra indult és ez az idő immár teljes egészében a tudománynak szentelt expedíció volt, csak minimálisan kellett az űrállomás állapotával törődni a repülési terven belül. A pályára állás tökéletesen sikerült és 3 keringéssel később, a repülés 8. órájában, a legénység megpillantotta a Skylabet.
Az űrállomást megközelítő legénység – miközben az irányítás visszaállította a nyomást és a hőmérsékletet a lakott állapotnak megfelelően – váratlanul problémába ütközött. Bean parancsnok szikrákat jelentett megjelenni, az irányítás pedig nyomáscsökkenést olvasott ki az egyik kormányhajtómű csokor adataiból. Az egyik fúvókacsomag meghibásodott, az üzemanyag pedig szivárgott. A fúvókát lekapcsolták az üzemanyag-táplálást elzárták és a legénység a maradék három kormányfúvóka csomaggal oldotta meg a dokkolást. Hat nappal később az irányítók azt tapasztalták, hogy az Apollo űrhajó egy másik fúvókacsokra is ugyanannak a hibának a jeleit kezdi mutatni. A hiba felfedezése után ennek az egységnek a leállítását is elrendelték. Ezzel a négy hajtóműcsokorból álló rendszer két működőképes egységre, azaz a biztonsági minimumra csökkent. Legközelebb ennek a rendszernek a hazatéréskor, az űrhajó légkörbe lépéséhez való pozicionáláskor volt szerepe, ám akkor létfontosságú volt a működése. A további meghibásodástól tartva Cape Canaveralen elkezdődött egy mentőexpedíció szervezése, amelyre egy sebtében ötszemélyessé alakított Apollo űrhajót küldtek volna fel, hogy egy két fős személyzet hazahozhassa a három fenn dolgozó űrhajóst szükség esetén. Később az adatelemzések alapján arra a döntésre jutottak az irányításnál, hogy elvetik a mentőakció szükségességét.
A következő probléma, amivel az űrhajósoknak meg kellett küzdenie volt, hogy mindhármuk tapasztalta magán az űrbeli mozgásbetegség (gyengeség, hányinger, hányás, szédülés) tüneteit. A betegség kezelésére tablettákat alkalmaztak, amely javított a helyzeten, de a legénység az első két-három napban csak csökkentett teljesítményre volt képes.
1973. augusztus 6-án következett el a repülés egyik legfontosabb művelete: a Conradék által felhelyezett, előzőleg csak sebtében tervezett és legyártott napernyő fölé egy újabbat, nagyobbat, hatékonyabbat terveztek és készítettek, és ezt kellett felhelyezni a legénységnek. Garriott és Lousma hajtotta végre a repülésük első, 6 és fél órásra tervezett űrsétáját, amelynek során felhelyezték az új napernyőt a Skylab sérült része fölé. A világrekord hosszúságú űrséta azonban ettől sokkal komplexebb feladatot jelentett, a napernyő felhelyezése mellett kicserélték a filmkazettákat a napobszervatórium távcsövében, paneleket erősítettek az űrállomás külső oldalára, amelyek a mikrometeorit becsapódásokat detektálták és megvizsgálták az Apollo űrhajó összes kormányfúvókáját, de szerencsére további hibáknak nem találták nyomát.
Később még két űrsétát kellett elvégeznie a legénységnek, amelyen az egyik a giroszkópok hibája miatt vált szükségessé. Az űrállomás helyzetének beállításáért felelős giroszkópok közül 6 egység a túlmelegedés miatt nem működött megfelelően, az irányítás 18-szoros eltéréseket tapasztalt a mért és az elvárt értékek között. Erre már az indulás előtt felkészült a NASA és cseredarabokat küldött fel Beanékkel. A legénység behelyezte a megfelelően működő giroszkópokat és egy űrsétán azok elektromos csatlakozóit kellett előbb lecsatlakoztatni, majd újracsatlakoztatni a megfelelő működéshez. Az űrsétát ismét a Garriott-Lousma páros hajtotta végre.

#### Tudományos kísérletek
A legénység megduplázott idejű (illetve mivel az űrállomás megmentése miatt a Conrad-legénység tudományos kísérletekre szánt ideje inkább csak az expedíció második két hetére korlátozódott, inkább megnégyszerezett időről beszélhetünk) tudományos tevékenysége hasonlóan szerteágazó volt, mint az első legénységét. Az egyik nagy feladatkör a földi erőforrások feltérképezése volt, amelynek során a legénység összesen 16 000 fényképet készített különböző földi alakzatokról. Ezen kívül hat különböző műszerrel pásztázták a földfelszínt a látható fény, az infravörös, és a mikrohullámú tartományban, ezekkel a mérésekkel kimutatva a talaj nedvességtartalmát, a növényzet egészségi állapotát, a kártevő fertőzöttségét és a populációk megoszlását mutatták ki. A megfigyelések főként az Egyesült Államok területére terjedtek ki, de még másik 33 ország területét is érintették.
Természetesen folytatódott a fő megfigyelési eszköznek számító napobszervatórium intenzív használata is, új csillagmegfigyelésekkel, olyanokkal, amelyeket korábban a földi, légkör által betakart és befolyásolt eszközökkel nem lehetett kivitelezni. A második legénység megfigyelési ideje alatt összesen 77 600 fényképfelvétel készült a napkoronáról a röntgen, az ultraibolya és a látható fény spektrumában.Összesen mintegy 300 órányi csillagászati megfigyelés adatai gyűltek össze. Bár a Nap éppen a 11 éves napciklus legkevésbé aktív szakaszában volt, összesen mintegy 100 flert sikerült megfigyelni és egy alkalommal a nyugodt Nap különleges kitörést produkált, így egyszerre sikerült megfigyelni a nyugodt és az aktív csillagot is. Emellett koronalyukakat azonosítottak, amelyből a Nap mágneses mezejének erősségére és változásaira lehetett következtetni. Óriási kitüremkedéseket is sikerült megfigyelni a napkoronán és a tudósok első ízben állapították meg, hogy ezek lehetnek felelősek a földi mágneses viharokért. A Skylabról fedezték fel az ún, forrópontokat a Napon, illetve az egész napkorona dinamikáját új fénybe helyezték a Skylab megfigyelései.
A következő kísérleti terület az élettani, biológiai tudományok kísérleteié volt. Részben az űrhajósoknak magukon kellett megfigyeléseket, mintavételeket végrehajtani, ám más létformákon is végeztek vizsgálatokat. A leghíresebb ilyen kísérlet két keresztespók megfigyelése. Az Arabella és az Anita névre keresztelt egyedeken azt akarták tudósok megfigyelni hogyan viselkednek a súlytalanságban, elsősorban, hogy hogyan hat a hálószövési képességeikre a szokatlan környezet. A megfigyelések azt mutatták, hogy bár az időszak elején Arabellának nehézségei támadtak a hálószövéssel, ám amikor idővel hozzászokott a környezethez, ugyanolyan hálót szőtt, mintha a Földön lett volna. Anita csak később – amikor már jócskán kapott alkalmazkodási időt – kezdett a hálókészítésbe és nem ütközött nehézségekbe. A pókok mellett halivadékok is utaztak, akinek szintén megfigyelhették az űrhajósok az úszásképét.
A saját magukon végzett megfigyelések is értékesek lettek. A második állandó személyzet tagjainak állapotában is megfigyelhetőek voltak változások, bár nem olyan nagy mértékűek, mint az első legénységnél megfigyeltek voltak, amelyet azzal hoztak összefüggésbe, hogy a második legénység sokkal többet edzett, mint elődeik.
A repülés vége felé egy tréfát is megengedtek maguknak az űrhajósok az irányítással szemben. Egy női hang kezdte szólítani Houstont fentről. Kétség nem volt, a hang a Skylabről jött, nem valahonnan máshonnan ugyanazon a frekvencián, de női hang volt. A mindent hivatalból komolyan kezelő irányítók elképedtek és döbbent csend fogadta a rádióforgalmazást, majd kényszeredett párbeszéd kezdődött, amelynek másik végén a könnyed és jókedvű női hang tovább tréfálkozott, hogy csak felugrott a fiúkhoz, hogy egy kis otthoni kaját hozzon, amíg azok a napobszervatóriumban dolgoznak. A döbbenet egyre mélyebb lett, a női hang elköszönt, hogy már érkeznek vissza munkaterembe és neki mennie kell. A megfejtés csak ezután érkezett a tréfás kedvű űrhajósoktól: Garriott vette fel otthon a saját felesége hangját és azt játszotta be Houstonnak.
A legénység 60 nap múltán 1975. szeptember 28-án tért vissza a Földre a Csendes-óceánon Mexikó mellett.

### Skylab–4

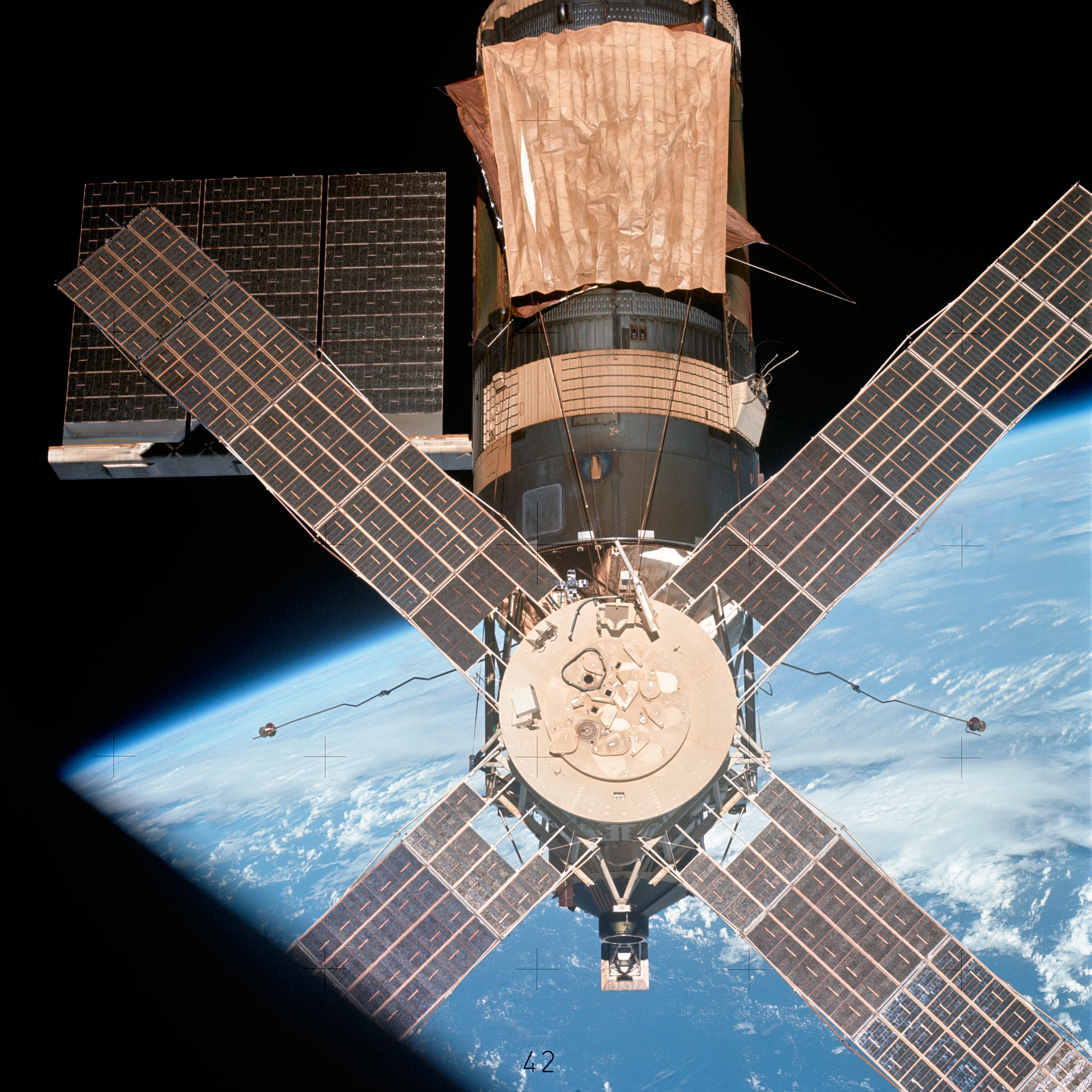
A Skylab immár a második, új napernyővel (alatta látszik a Conradék által felhelyezett darab is) a naptávcső felől

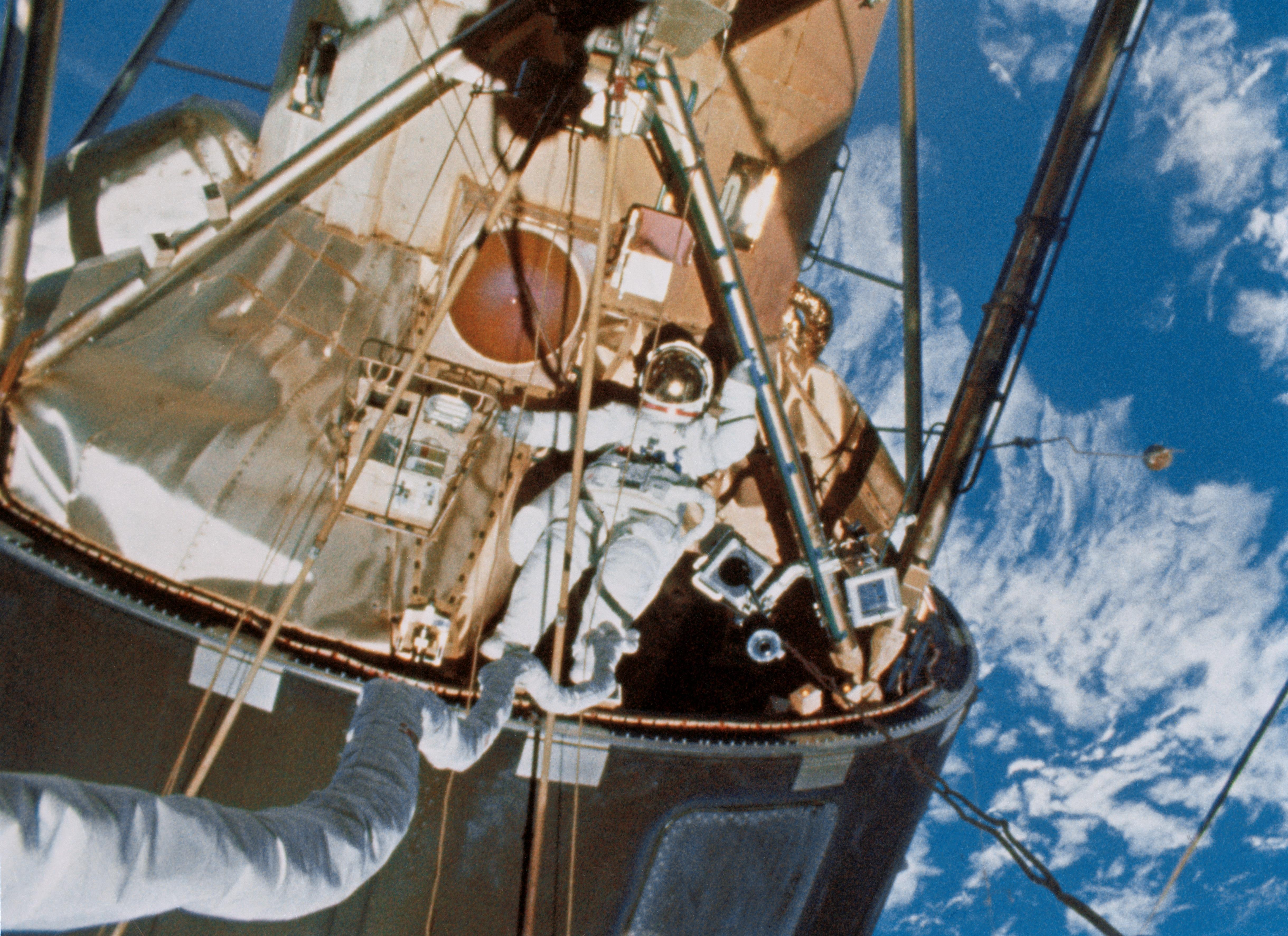
Edward Gibson űrsétán

A Skylab–4 repülés indítását váratlan problémák késleltették. Előbb a hűtési rendszerben fedeztek fel jeleket, amely a hűtőfolyadék szivárgására utalt, ám hiába vizsgálták át az egész rendszert, a szivárgás forrását nem találták meg, aztán a repülésre kijelölt Saturn IB rakéta mind a nyolc stabilizáló farokvezérsíkján hajszálrepedéseket fedeztek fel. Az elemzés szerint a vezérsíkok a felbocsátás során, amikor a rakéta eléri a max. Q tartományt, akár le is szakadhattak a sérülések miatt, ezért a cseréjük mellett döntöttek. Egy harmadik fenyegető problémára is megoldást akart találni a NASA menedzsmentje, az előző legénységet sújtó űrbeli mozgásbetegségre. Egyrészt tablettákkal akarták megoldani a problémát, amelynek azonban a rendelkezésre álló gyógyszerek esetében korlátai is voltak azok nem kívánt mellékhatásai miatt. Másrészt kiképezték a legénységet, hogy milyen mozgásokat ne végezzenek, illetve amit végeznek (különös tekintettel a fej mozgására), azt tegyék körültekintéssel és gondosan kerülve a gyors mozdulatokat, fejmozgásokat.
A startra így 1973. november 16-án, helyi idő szerint 9:01:23-kor (14:01:23 UTC) került sor, hasonlóan az előző két ember vezette Skylab repüléshez, az LC–39B-ról, a „fejőszék” alkalmazásával. A legénység teljesen újoncokból állt, Gerald Carr parancsnokból, Edward Gibson tudományos pilótából és William Pogue pilótából tevődött össze. Az ötödik keringésben Ausztrália és Guam között érték utol az űrállomást, majd bedokkoltak. Ám a dokkolószerkezet ezúttal sem biztosította az elvárt szilárd kapcsolatot. Még két újabb sikertelen próbálkozás kellett, hogy a dokkolószerkezet megfelelően a helyére csússzon és az elkapó reteszek biztosítsák a szilárd kapcsolatot, de csak a harmadik próbálkozás hozta meg a sikert.
A következő problémába is hamar sikerült beleütközni. Annak ellenére, hogy a NASA mindent megpróbált megtenni a mozgásbetegség ellen, Poguet már az első órákban elkapta a gyengeség és hányni kezdett. A legénység először megpróbálta elhallgatni a nehézséget, később azonban a fedélzeti hangrögzítő adatait leküldték Houstonnak, ahol a párbeszédekből kiderült az irányítás számára a titokban tartott információ. Ekkor maga Al Shepard, az Űrhajós Iroda vezetője ragadta magához a CapCom mikrofonját és részesítette az űrhajósokat határozott dorgálásban. Később azonban ez az aktus kissé kontraproduktívnak bizonyult, az űrhajósok a legapróbb-cseprőbb problémát is azonnal jelentették az irányításnak, olyanokat is, amelyet saját hatáskörben simán el kellett volna intézniük.
A munkaterembe való átszálláskor meglepetés várta a legénységet. Az űrállomás nem volt üres, a munkapultok konzoljainál alakok álltak és látszólag dolgoztak. A Bean-féle legénység készített egy tréfás meglepetést az egyébként csupa újoncból álló utódaiknak: három kezeslábast tömtek ki, sisakot is készítettek nekik, így élet nagyságú és élethű bábukat rögtönöztek, amelyeket odaállítottak a munkaállomások mellé, mintha dolgoznának. Még az olyan részletekre is ügyeltek, hogy a bábuk ruháján a Skylab–4 logo felvarrói és a kijelölt legénység névtáblái legyenek.
A következőkben az első két repüléshez hasonló rutinban zajlott a munka: földmegfigyelések, csillagászati megfigyelések az ATM-tal, élettani megfigyelések. Mindössze az zavarta meg a munkát, hogy az űrhajósok rendkívül zsúfoltnak tartották a munkanapirendet és néha úgy érezték, az irányítás egyre csak hajtja őket tovább, feladatról feladatra. A harmadik expedíció tudományos munkájának csúcsa az 1973 márciusában – tehát viszonylag frissen – Luboš Kohoutek cseh csillagász által felfedezett Kohoutek üstökös észlelése és a napobszervatórium eszközeivel a földi légkörön túlról való megfigyelés volt.
A szisztematikus megfigyelések 1973. november 23-án kezdődtek az ATM fotometrikus kamerájával. Egészen decemberig ez a műszer volt az észlelésekért felelős, amikor átvette a szerepet a naptávcső (külön művelet volt, hogy a műszer elvileg alapbeállításban mindig a Napot kellett a célkeresztje közepén tartani, ám most ettől némileg el kellett téríteni a Nap mellett kevéssel elszáguldó égi vándor kedvéért). Egy űrsétát is végrehajtottak, hogy felszereljenek két, csak az üstököst figyelő kamerát, az űrsétára karácsony napján került sor. December 28-án maga Luboš Kohoutek tette tiszteletét Houstonban, hogy egy 11 perces beszélgetést folytasson a fenn repülő személyzettel az ő üstököséről.
A munka folyamatosan zajlott tovább, 1974. január 25-én a legénység három tagja vált világcsúcstartóvá az űrben töltött időtartamot illetően, átvéve ezt a címet Alan Beantől. A munkaterhelés enyhítésére a legénység tagjai felváltva szabadnapokat kaptak, amikor azt csináltak, amihez kedvük volt (bár jobbára ekkor is megfigyeléseket végeztek a Napról, a Földről, vagy éppen csak a Földre néző ablak mellett ültek és gyönyörködtek). Miután újra készenléti állapotba kapcsolták az űrállomást és átpakolták az űrhajóba a hazahozni kívánt kutatási eredményeket, 1974. február 8-án az űrhajót leválasztották és hasonlóan az előző repüléshez, Mexikó mellett leszálltak a Csendes-óceánra.

## Tudományos kísérletei, kutatási feladatai
A Skylab tudományos programjának fő feladatai a következők voltak:
- A földi erőforrás-kutatás kozmikus módszereinek kidolgozása. Információgyűjtés a geológia, a földrajztudomány, az oceanográfia, a környezetvédelem, a meteorológia, a mezőgazdasági termelés és a halászat számára.
- A Napon végbemenő folyamatok vizsgálata a földi légkörön túlról.
- Technológiai folyamatok kísérleti vizsgálata az űrrepülés körülményei között.
- Különféle felszerelések, eszközök kipróbálása hosszú időtartamú repülésekhez.

Az űrállomást a kutatási program végrehajtásához mintegy 270 különböző műszerrel, berendezéssel látták el. A diákok számára kiírt pályázatra, melynek témái az űrállomáson végrehajtandó tudományos kísérletek voltak, összesen 3400 javaslat érkezett, melyből 25-öt fogadtak el és végeztek el az űrállomáson.
A földi erőforrás-kutatás szempontjából a Skylab legfontosabb műszerei voltak:
- multispektrális fotokamera egység,
- a Földet fényképező kamera,
- univerzális infravörös spektrométer,
- spektrozonális letapogató rendszer,
- mikrohullámúsugárzás- és magasságmérő.

Az orvosi, biológiai kísérleti program keretében azt vizsgálták, hogy a tartós súlytalanság állapota milyen hatást gyakorol az emberi és állati szervezetekre, a sejtekre és az anyagcsere-folyamatokra. Az űrhajósok fizikai állapotának és reakcióinak megóvása céljából különböző tornaszereket és edzőberendezéseket vittek fel az állomás fedélzetére, egészségük folyamatos figyelésére pedig orvosi mérőműszereket telepítettek.
A fölvitt műszerek segítségével az űrállomás fedélzetéről csillagászati megfigyeléseket is végeztek. Ezeket két csoportba oszthatjuk: a teleszkóp egységben elhelyezett Napmegfigyelő berendezésekre és az asztrofizikai célú műszerekre. A kutatási tervek összeállításánál figyelembe vették, hogy milyen mérések nem végezhetők el a Földről. Így kerültek fel a Nap megfigyelését végző műszerek is, melyek lehetővé tették a Nap nyolc hónapos intervallumban történő vizsgálatával csaknem valamennyi napjelenség tanulmányozását. A különböző technológiai vizsgálatok során egyes anyagfajták viselkedését tanulmányozták a súlytalanság állapotában. A kísérleti berendezések lehetővé tették az égés keletkezésének, terjedésének megfigyelését, a fémolvadékoknál a különböző komponensek viselkedésének, keveredésének, diffúziójának, kristályosodásának vizsgálatát. A világűrben lehetőség nyílt nagyon finom eloszlású és szabályos kristályszerkezetű anyagok előállítására.

### Fizikai Nobel-díj
2002-ben Riccardo Giacconi olasz-amerikai fizikus kapta megosztva a Fizikai Nobel-díjat „úttörő munkájáért az asztrofizikában, amely elvezetett a kozmikus röntgenforrások felfedezéséhez”. Giacconi az 1960-as évek elején az elsők között volt, aki a röntgen tartományban végzett csillagászati megfigyeléseket és szintén az elsők között volt, akik a légkörön túlról, műholdakra helyezett műszerekkel javasoltak csillagászati megfigyeléseket végezni. 1968-ban indított programja, amely a nap, mint csillag és röntgenforrás tanulmányozására irányult, a Skylab-programban csúcsosodott ki, amikor az SO–54 jelű röntgentávcsövet javaslatára beépítették az űrállomásra szánt napobszervatóriumba, ezzel elindítva a légkörön túli röntgenészlelést, mint tudományos megfigyelési ágat, amelyet aztán több önálló műholdra telepített röntgentávcsó, vagy azzal ekvivalens eszköz követett később. A Skylab távcsövével is már sikerült kozmikus röntgenforrásokat azonosítani, ezzel megalapítva a tudományágat is. Ennek elismerése volt a Nobel-díj odaítélése.

## A Skylab személyzetei és a repülések jelölése
| Repülés               | Embléma | Parancsnok                                                     | Tudományos Pilóta                                              | Pilóta                                                         | Start dátuma            | Leszállás dátuma        | időtartam (napokban) |
| --------------------- | ------- | -------------------------------------------------------------- | -------------------------------------------------------------- | -------------------------------------------------------------- | ----------------------- | ----------------------- | -------------------- |
| Skylab–1 SL-1         |         | a űrállomás felbocsátása személyzet nélkül automata üzemmódban | a űrállomás felbocsátása személyzet nélkül automata üzemmódban | a űrállomás felbocsátása személyzet nélkül automata üzemmódban | 1973.05.14 17:30:00 UTC | 1979.07.11 16:37:00 UTC | 2248.96              |
| Skylab–2 SL-2 (SLM-1) |         | Pete Conrad                                                    | Joseph Kerwin                                                  | Paul Weitz                                                     | 1973.05.25 13:00:00 UTC | 1973.06.22 13:49:48 UTC | 28.03                |
| Skylab–3 SL-3 (SLM-2) |         | Alan Bean                                                      | Owen Garriott                                                  | Jack Lousma                                                    | 1973.07.28 11:10:50 UTC | 1973.09.25 22:19:51 UTC | 59.46                |
| Skylab–4 SL-4 (SLM-3) |         | Gerald Carr                                                    | Edward Gibson                                                  | William Pogue                                                  | 1973.11.16 14:01:23 UTC | 1974.02.08 15:16:53 UTC | 84.04                |
| Skylab–5              | –       | Vance Brand                                                    | William B. Lenoir                                              | Don Lind                                                       | (1974 április, törölve) |                         | 20 (csak tervben)    |
| Skylab Rescue         | –       | Vance Brand                                                    | N/A                                                            | Don Lind                                                       | (készenlét)             |                         |                      |

A NASA az egyes Skylab repülések jelölésével először teremtett kisebb káoszt. Korábban is volt arra példa, hogy megváltoztatták a repülések jelölésének sémáját (pl. megtiltották a Gemini legénységeknek az űrhajójuk elnevezését, ezáltal a rádió hívójelek kijelölését, vagy szintén a Gemini-nél a repülések sorszámának jelölését az arab számokról római számokra változtatták a Gemini IV-tól), ám azok nem bírtak jelentőséggel. A Skylab esetében azonban a NASA elkövette azt a hibát, hogy többször is megjelölte az egyes repüléseket és a repülések sorszámaiban eltérő megjelöléseket vezetett be, ezzel zavart teremtve a sajtó és a közvélemény szemében. Az első. Az eredeti bejelentéskor az Űrállomás startjával kezdődően és a tervben szereplő három repülés utolsó expedíciójával bezárólag az SL–1-től SL–4-ig jelölték ki.
Amikor elkezdődött a személyzetes repülések, egyes dokumentációkban terjedni kezdett egy külön megjelölés csak az emberes repülésekre SLM–1 és SLM–3 között, a sorszámozásban nem véve figyelembe magának az űrállomásnak az automata üzemmódban való felbocsátását. Pete Conrad arra vonatkozó kérdésére, hogy a legénységi felvarrókon melyik sémát alkalmazzák az a tájékoztatást kapta, hogy használják az 1-2-3 sorrendi jelölést és ne a 2-3-4-et. Mire a NASA meggondolta magát és meg is próbálta visszafordítani a folyamatot, addigra azonban a kérdéses logókat legyártották és le is szállították így végül a legénységek úgy repültek, hogy a NASA hivatalos jelölési rendszere szerinti küldetési számuk és a ruhájukon megjelenített számok nem egyeztek.

## Inaktív időszak a harmadik személyzet távozásától a légkörbe lépésig
Mielőtt a harmadik állandó személyzet végleg távozott volna, az Apollo CSM hajtóműveivel 10,9 kilométerrel megemelték az űrállomás pályáját, így a Skylab-et egy 433x455 km magas ellipszis pályán hagyták távozásukkor. Az előrejelzések szerint a Skylab az 1980-as évek elejéig repülhetett tovább háborítatlanul. A számításokat a 11 éves napciklusra és annak 1976-os csúcsára alapozták. Ennek azért volt jelentősége, mivel egy korai elemzésre alapozva az űrállomásra a NASA nem szereltetett fékezőrakétákat és kizárólag a természetes fékeződés hozhatta vissza a Földre az űreszközt, aktív, irányított visszatérésre nem volt lehetősége a felbocsátó országnak. Érdekesség, hogy az űrállomást pályára állító Saturn V második fokozata, az S–II (amely szintén Föld körüli pályára állt) két évig keringett pályáján. 1975. január 11-én egy irányított légkörbelépést hajtottak végre vele, annak még a holdprogramhoz beépített saját fékezőrakétáival. A visszatérést azonban elrontotta a földi irányítás és a fékező parancsot kissé hamarabb adták ki, mint azt kellett volna, így a rakétafokozat korábban lépett be a légkörbe.

### Tervek az űrállomás további hasznosítására a harmadik állandó legénység távozása után

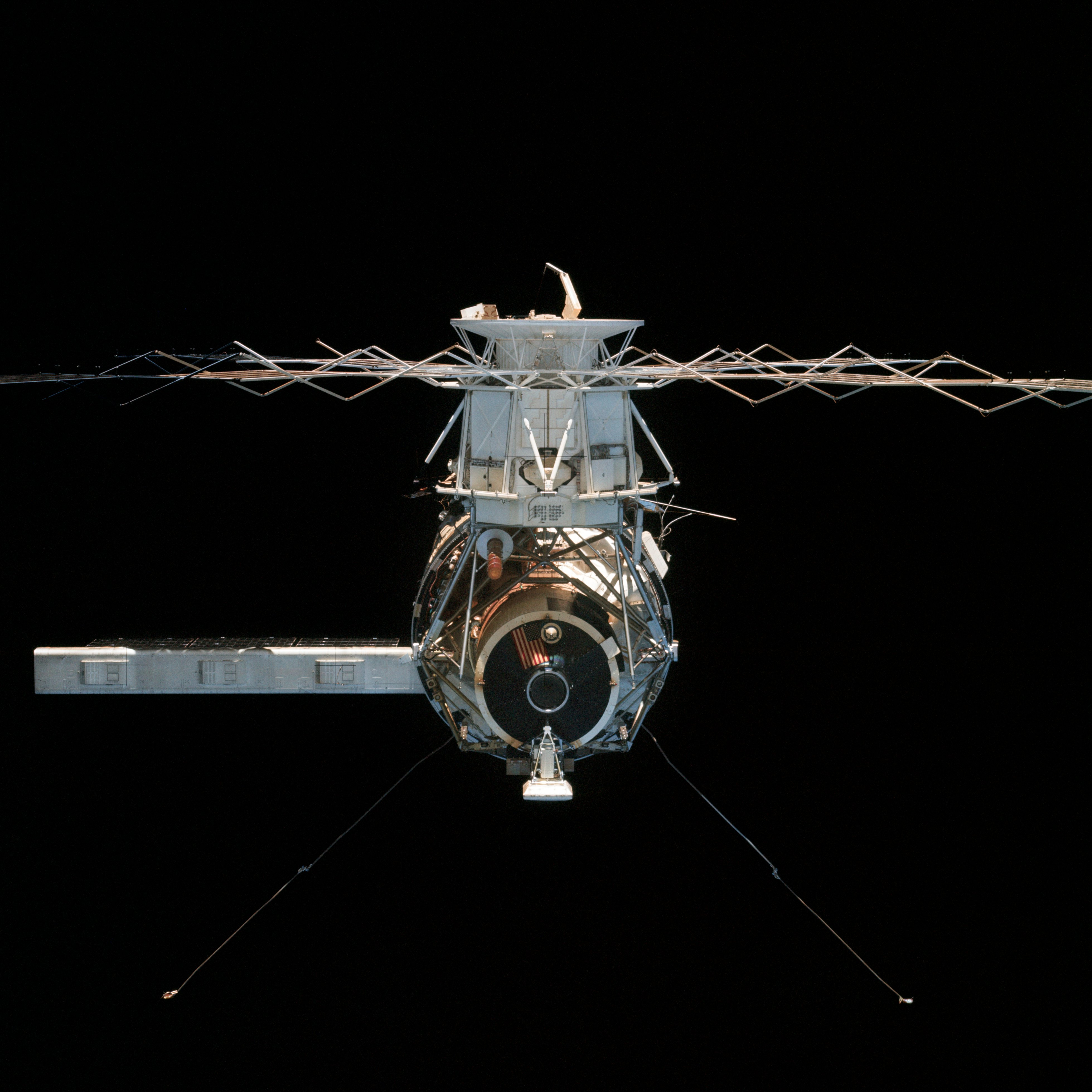
A Skylab 1974 februárjában, ahogy az utolsó állandó legénység magára hagyta

A Skylab-et eredetileg 140 napos lakott periódusra tervezték, amelyet azonban már a három állandó legénység is meghaladott a maga összesítve 172 napos időtartamával. Ennek ellenére az űrállomás a körülményekhez képest jó állapotban maradt, mindössze a készletei fogytak ki a harmadik állandó legénység szolgálati idejének végére. Műszakilag a legnagyobb aggodalom a giroszkópokat illette, amelyből az egyik már a legénységek repülése idején meghibásodott és a másik is a hiba jeleit kezdte mutatni és amelyek nélkül nem volt lehetséges a Skylab helyzetének meghatározása, szabályozása. Aminek bővében volt az állomás, az a víz és az oxigén volt, amelyekből előbbi még 60 napra volt elegendő 3 embernek, míg az utóbbi 140 napra. A Skylab–4 legénysége tréfásan egy ellátmánnyal megpakolt zsákot hagyott hátra és az átjáró ajtót sem zárta le, hogy bárki könnyen beszállhasson az általuk elhagyott „űrlakba”.
Több tanulmány is született arról, hogyan lehetne „újrahasznosítani” a Skylab-et, mivel azzal – a tanulmányok szerint – többszáz millió dollárt lehetett volna megtakarítani úgy, hogy kis módosításokkal akár hétfős legénység is végezhetett volna hosszú időtartamú munkát a fenn keringő platformon. A megtakarítás oldalt az jelentette volna, hogy – mivel már nem állt rendelkezésre egyetlen Saturn V rakéta sem, amellyel új űreszközt indíthattak volna, akár négy-öt űrrepülőgépes repülés is kellett volna, hogy valamilyen hasonló méretű (emlékeztetőül, a Skylab 350 m3 hasznos belső teret kínált) űreszközt hozzanak létre. Az újrahasznosítás gondolata pedig azért foglalkoztatta az űrhivatalt, mert nagy szükség volt hosszabb távú űrkísérletekre, amelyekre még a tervezés alatt álló Space Shuttle és Spacehab is csak nagy kompromisszumokkal lett volna alkalmas.
Az irányítás valamikor az utolsó legénység távozása után felmérte az űrállomás rendszereit távirányítással és ezek alapján tervek készültek, hogyan lehetne még 1978 előtt hasznosítani az űreszközt újra. Annak ellenére, hogy a NASA nem javasolta semmiféle Skylab legénységi látogatás felvetését a szervezeten belül, végül mégis két terv is készült, amellett, hogy a NASA jó ideig szilárdan hitte, hogy elkészül a Space Shuttle és azzal még lehet a Skylabhez expedíciókat küldeni.

#### Hagyományos megoldások
Az egyik első terv egy Skylab–5 repülés volt, azaz egy negyedik legénységnek kellett volna meglátogatnia az űrállomást. Ehhez rendelkezésre állt minden: a Beanék repülése alatt felmerült Skylab Mentőakció (Skylab Rescue) Saturn IB hordozórakétája és legyártott parancsnoki űrhajója is megvolt. A tervek szerint az űrhajósok egy 20 napos expedíciót repültek volna, amelybe belefért volna a Skylab pályájának megemelése és tudományos munka egyaránt. Később a tervet elvetették.
A másik irány csak a pályaemelésre koncentrált. Ennek az eszköze az akkoriban fejlesztés alatt álló Teleoperator Retrieval System (TRS) volt, egy önműködő szerkezet, amelyet az űrállomásra (vagy bármilyen más űreszközre) dokkolva, távirányítással lehetett volna a rajta elhelyezett hajtóművel pályakorrekciót végrehajtani. Ezt előbb az űrrepülőgéppel tervezték feljuttatni, majd amikor látszott, hogy az nem készül el idejében, akkor a Titan II és Agena kombinációra bízták volna a Föld körüli pályára juttatását. Azonban ez a megoldás sem kapott (elsősorban költségvetési) támogatást, így elvetették.

#### Tervek a Shuttle-korszakra

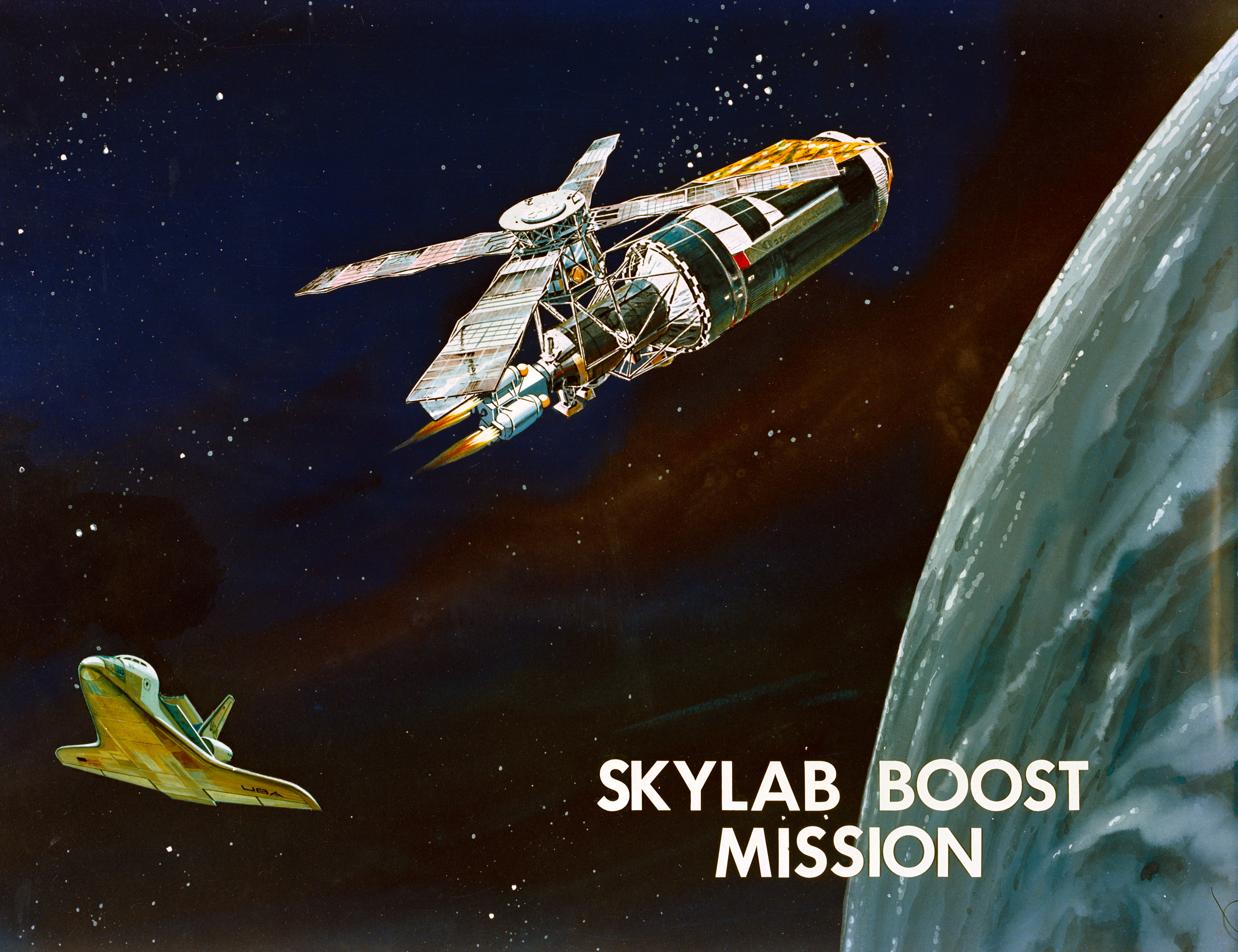
Koncepciórajz, ahogy a TRS (vagy éppen maga a Space Shuttle) pályaemelést végez az űrállomáson

A legkidolhozozzabb tervek a Space Shuttle repülések megindulása utáni időkre vonatkoztak, mintha a NASA csak ebben bízott volna (valójában csak erre volt költségvetési támogatása). Az űrállomás űrrepülőgéppel való pályaemelésére és későbbi legénységekkel való repüléseire egy négy fázisból álló terv született:
1. A Space Shuttle egyik elsők közötti repülésén (a később törölt STS–2A-n, azaz már a második repülésen) a Skylab pályáját megemelték volna úgy, hogy öt évvel kitolták volna a természetes fékeződés miatti végzetes lefékeződésének idejét. Variációk születtek rá, hogy az űrsikló tolja, vontassa az űrállomást, vagy magával vigyen egy speciális eszközt, a TRS-t, amely saját rakétái és üzemanyagkészlete segítségével végezte volna el a pályakorrekciót, bedokkolva a Skylab dokkolószerkezetére, majd utána megtolva azt. Az utóbbi verzióra a Martin Marietta el is nyert egy 26 millió dolláros szerződést, amely az eszköz tervezéséról szólt. A TRS végül három tonna üzemanyaggal rendelkezett volna a művelethez, és kamerákkal szerelték volna fel, hogy a földi irányítás távirányítani tudja. A Skylab-en kívül egyébként széles körű felhasználásra tervezték, meghibásodott műholdak, vagy éppen a Space Shuttle kisegítésére, akár több alkalommal is (pályára állítva a három tonna üzemanyag kifogytáig, azaz ha valamelyik mentésre nem használta fel a készleteit, akkor más űreszközhöz is eljuthatott volna. Alternatív lehetőségként ha a Skylab megmentése nem járt volna sikerrel, akkor pedig egy irányított visszatérésre a fékezést bízhatták volna rá.
2. A következő fázisban 1982 januári kezdettel két űrrepülőgépes repüléssel felújították volna a Skylab-et. Az első repüléssel egy dokkoló adaptert csatoltak volna a Skylabhez, amellyel az űrrepülőgépek kapcsolódhattak az űreszközre, majd a dokkolás után az űrhajósok karbantartási munkákat végezhettek volna. A következőkben 1983 augusztusában egy második repülés űrhajósai végezhettek volna alkatrész, vagy akár komplett berendezés cseréket az elhasználódott eszközökön.
3. 1984 márciusában egy újabb legénység egy ún. Power Expansion Package új áramellátó egységet csatlakoztatott volna az űrállomásra, továbbá folytatták volna a tudományos berendezések javítását, felújítását. A tervek szerint a repülés 30-90 napig tarthatott volna, ismét használtba állítva a naptávcsövet és felújítva a földmegfigyeléseket.
4. Egy öt éves időszak alatt az űrhajósok elhelyezésében előreléptek volna 6-8 főre egy új lakómodul, további logisztikai modulok és egy Spacelab modul csatlakoztatásával, illetve bővítették volna még a látogató űrhajók dokkolási lehetőségeit is, amelyekhez egy űrrepülőgép nagy külső tartályát használták volna.

Az első három fázis kb. 60 millió dollárt (1980-as értéken) igényelt volna, leszámítva a felbocsátások költségeit, ám végül nem szavazták meg a költségvetési támogatást.

### A napciklus

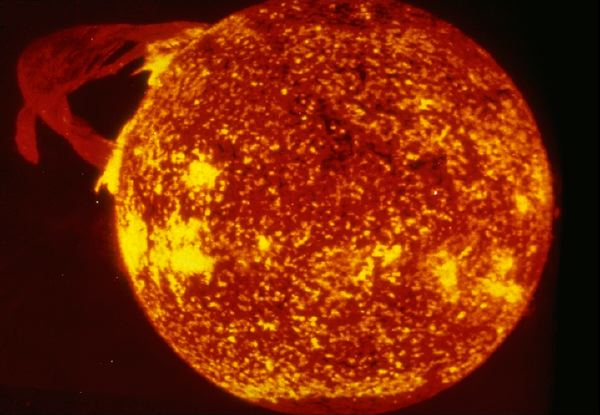
Egy fler a napon, a szokatlanul erős naptevékenység tevékeny szerepet kapott abban, hogy az űrállomás a tervezettnél és reméltnél hamarabb visszasüllyedjen a légkörbe (a képet a Skylab napobszervetóriumából készítették)

Az űrállomás aktív időszakában a 11 éves napciklus egy csendesebb periódusában került sor. A naptevékenység két dologra volt főként hatással: magára a naptávcsővel végzett megfigyelési programra és az irányított visszatérés hiánya miatt az űreszköz természetes fékeződésére és visszatérésére a légkörbe (erősebb naptevékenység idején a földi atmoszféra jobban felmelegszik, „kitágul” azaz magasabbra kerülnek a sűrűbb rétegei is, jobban fékezve egy fenn keringő tárgyat).
A NASA kezdeti modellszámításai az 1980-as évek elejére tették azt az időtávot, ameddig a Skylab menthetetlenül lefékeződik, azaz addigra kellett valamilyen megoldást találni, hogy megemeljék a pályáját. Az idő előrehaladtával a megfigyelések azonban azt mutatták, hogy a Skylab repülésének idején aktuális napciklus az évszázad második legnagyobb napfolt ciklusát produkálta, azaz a Nap aktivitása az átlagosnál nagyobb lett. A vártnál nagyobb naptevékenység tehát jobban melegítette a légkört, ezért a Skylabre is korábbi fékeződés veszélye vetült.
1973-ban egy brit csillagász, Desmond King-Hele már megjósolta, hogy a Skylab 1979-ben már le fog zuhanni a Földre, a legpontosabb korai előrejelzést nyújtva a NASA-nak. 1977-ben már a NORAD is 1979 közepére jelezte előre a Skylab megsemmisülését, a Nemzeti Óceán- és Légkörkutatási Hivatal (National Oceanic and Atmospheric Administration – NOAA) pedig kritikával illette a NASA-t, hogy az egy téves modellel próbálta előre jelezni a visszatérést annak ellenére, hogy rendelkezésre állt a NOAA 1976-os jelentése, amely alapján sokkal pontosabban lehetett volna a modellszámításokat elvégezni.
A Skylab légkörbe lépése sokáig azonban csak egy lehetőség volt, mivel arra számított a NASA, hogy a Space Shuttle 1979-ben már repülhet és megoldják az űrállomás pályájának a problémáját és akár még használatba is vehetik azt. Ám 1978 januárjában a szovjet Koszmosz–954, egy nukleáris energiát használó műhold lezuhant Kanada északi része felett, radioaktív törmeléket szórva a pályája alatt elhelyezkedő tájra, amely reflektorfénybe állította a Skylab rosszabbik sorsának kérdéseit, azaz mi lesz, ha az űrállomás lezuhan és ez lakott terület felett történik. Bár a Skylab-en nem volt radioaktív anyag, a külügyminisztérium figyelmeztette a NASA-t, hogy az esetlegesen lezuhanó Skylab törmelékének nem kívánt diplomáciai hatásai is lehetnek. A Batelle Intézet készített is egy elemzést, amely szerint a Skylab ugyan nagyrészt elég a légkör sűrűbb rétegeiben, ám még mindig egy 25 tonnás részének kb. 500 darabban való földet érésére lehet számítani, amelyre egy 6400 km hosszú és 1600 km széles sávban fog bekövetkezni, ráadásul például a véletlenül áramvonalasra tervezett filmtartók 430 km/h óra sebességet is képesek lesznek elérni, mire a földbe csapódnak.
A NASA irányítóközpntja 1978 márciusában kezdték el részlegesen visszakapcsolni a Skylab repülési rendszereit, elsőként visszakapcsolva az akkumulátorok feltöltését a napelemekről. Ebben az időszakban a NASA még azon dolgozott, hogy a Space Shuttle segítségével pályára állítsa a TRS rendszerét, amellyel az űrállomásra dokkolva meg tudták volna emelni annak pályáját. Az optimista tervek mind az űrrepülőgép, mind a TRS elkészültét megfelelő időpontra tették, hogy általuk menthető legyen a Skylab. 1978 decemberében jött el az a pont, amikor nyilvánvalóvá vált, hogy a Space Shuttle első repülésére csak kb. 1981 áprilisában kerülhet sor, illetve ekkor tettek le arról is, hogy a TRS-t nem az űrsikló, hanem valamilyen rakéta vigye a Skylabhez. Volt egy sötétebb terv is, amely szerint rakétákkal célozzák meg az űrállomást és szétlövik, szétdarabolják, hogy kisebb csomagokban zuhanjon le és így jobban szétégve kevesebb törmelék érje elé a földfelszínt. Végül ez is elvetésre került.

## Légköri visszatérése és a keletkezett roncsok sorsa

A Skylab roncsainak kihullási zónája

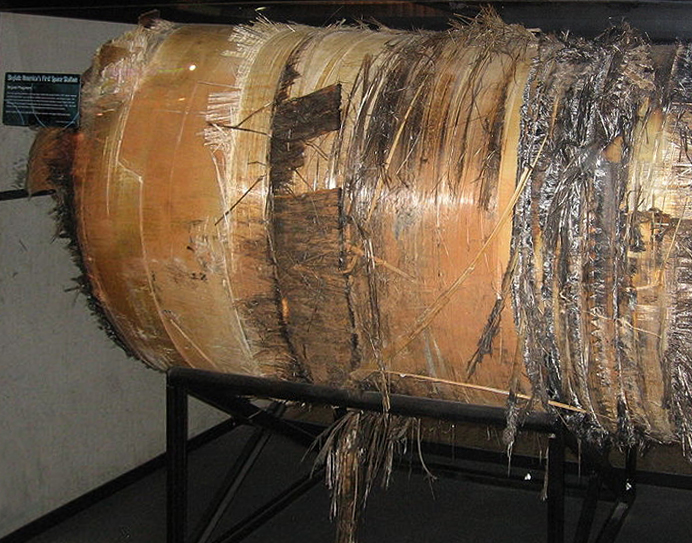
A Skylab lezuhant rocsainak legnagyobb darabja, egy légtartály, amely a legénység számára szükséges gázkeveréket fogadta magába egy hat egységből álló tartályrendszer részeként

A Skylab sorsa végül 1979-re eldőlt: a Space Shuttle nem lett kész, de még a TRS sem, komolyabb költségvetési támogatást sem kapott a NASA a célra, így végül nem maradt más hátra, mint hagyni, hogy bekövetkezzen az űrállomás természetes fékeződése és visszatérése a légkörbe, ezzel pedig a megsemmisülése. A Skylab lezuhanása lassan zajos médiaeseménnyé vált. A NASA 1979 közepére jelezte előre, majd ahogy az idő közeledett, egyre finomodott az előrejelzés. Végül az űrhivatal 1979. július 10-14. közöttre tette, ezen belül is legvalószínűbbnek a 12.-i dátum tűnt. Ezzel párhuzamosan egy brit kutatóintézet, a Royal Aircraft Establishment is közzétett egy előrejelzést, ők július 14-re jelezték előre a visszatérést.
Lenn a Földön lassan hisztérikus érdeklődés vette kezdetét. A NASA 1:152 esély adott arra, hogy az űreszköz lezuhanása emberi sérüléssel fog járni és 1:7-hez adtak esélyt rá, hogy a lezuhanás lakott területet fog érinteni. A lapok pedig lassan szenzációt csináltak az eseményből. A San Francisco Examiner egy 10 000 dolláros díjat ajánlott fel annak, aki az első Skylab maradványt behozza az irodájukba, vagy a szintén ugyanabba a városba tartozó San Francisco Chronicle a konkurenciára licitálva 20 000 dollárt ajánlott annak, akit, vagy akinek a tulajdonát sérülés éri a Skylab által. Nebraskában egy óriási célkeresztet állítottak fel, hogy legyem valami célpont is, vagy a Fülöp-szigeteken olyan pánok tört ki, hogy Ferdinand Marcosnak a nemzeti köztévében kellett megnyilatkoznia, hogy nyugtassa az embereket
Az irányítás az űrállomás térbeli helyzetének beállításával (és ezzel a légellenállás maximalizálásával) úgy kormányozta az űreszközt, hogy az a számítások szerint a déli Indiai-óceánon, 1300 km-re dél-délkeletre Fokvárostól következzen be. Maga a légköri visszatérés az adatok szerint nagyjából 1979. július 11-én, 16:37-kor kezdődött meg. Azonban az űreszköz ellenállóbbnak bizonyult a vártnál és nem égett el olyan hamar, mint azt a NASA modellszámításai mutatták. Emiatt a leérkezési pont is eltolódott és végül a Skylab Nyugat-Ausztrália felett, Perth-tól 500 km-re esett darabjaira és hullottak roncsai a földfelszínre a déli szélesség 31°-34° és a keleti hosszúság 122°-126° közötti, mintegy 130–150 km-es körzetben, Balladonia, Esperance és Rawlinna városai körzetében. A helyi lakosok és a körzetben átrepülő utasszállító gépek személyzete színes lángokról számolt be a látványról, amelyek a szerkezet légköri elégésével keletkeztek. A roncsok lehullása végül egy szinte lakatlan területen ment végbe és a félelmekkel ellentétben nem járt sérüléssel, vagy más komolyabb következménnyel.
Később a roncsok egy részét megtalálták – egy helyi lakos, Stan Thornton 24 darabot gyűjtött össze, hogy aztán egy amerikai üzletember támogatásával elvigye azt San Francisco-ba, hogy ott besöpörje a különböző újságok által kitűzött díjakat – és némelyiket alapos elemzésnek vetették alá. A vizsgálatok azt mutatták, hogy a szerkezet szétesése nagyjából 16 km magasan következett be, jóval alacsonyabban, mint azt a szakemberek várták.

## A felbocsátáshoz használt hordozóeszközök
- SA-513 (Skylab) Saturn V
- SA-206 (Skylab–2) Saturn IB
- SA-207 (Skylab–3) Saturn IB
- SA-208 (Skylab–4) Saturn IB
- SA-209 (Skylab Rescue, végül nem indították) Saturn IB

## Gyakorló és egyéb mérnöki tesztpéldányok
A két repülőképes, teljes felszereltségű és űralkalmazásra szánt Skylab példány mellett további két, csak földi gyakorlásra szánt és nem űrrepülés kompatibilis példány is épült. 
1. Egy teljes méretű tréning példányt használtak az űrhajósok kiképzéséhez és gyakorlásához, amelyen a személyzetek elsajátíthatták a belterekben való tájékozódást és a terek használatát (azzal a megkötéssel, hogy a Földön nincs súlytalanság és minden térnek más így a megközelíthetősége). Ezt a gyakorló példányt ma a houstoni Lyndon B. Johnson Űrközpont látogató központjában állították ki és látogatható
2. Egy másik gyakorló példányt a NASA vízalatti gyakorlásaihoz építettek, amelyet a Semleges Lebegési Szimulátorban (NBS – Neutral Buoyandy Simulator), a NASA hatalmas víztartályában használtak, ahová besüllyesztették és az űrhajósok a víz alatt (a súlytalansághoz leginkább hasonlító közegben) gyakorolhatták főként az űrséták során az űrállomás külsején végzett műveleteket. Később kiemelték a tartályból és a huntsville-i Space & Rocket Centerben állították ki, mint a beltéri kiállítás egy darabját. Néhány évvel később a szabadba tették ki, hogy helyet nyerjenek más kiállítási tárgyaknak, de a Skylab repülésének 40. évfordulójára ismét elővették és felújították az addigra kissé leromlott állapotú tárgyat és a Davidson Centerben állították ki újra 2013-tól.

## Törölt Skylab repülések

### Skylab újralátogatás
A NASA legelső elképzelése az eredetileg tervezett három alapszemélyzet repülését követő időkből egy újralátogató repülésben öltött testet, amelynek vázlatos tervei 1971-ben születtek meg. A tervek két opciót is felvázoltak. Az első lehetőség az volt, hogy 30 nappal a Skylab–4-et követően egy újabb 56 napos expedíciót indítanak kihasználva a még meglévő kapacitásokat. A második opció pedig ettől egy kicsit bonyolultabb célt vázolt fel: egy évvel az utolsó legénység távozása után járt volna az űrállomásnál és a kibővített feladatot az jelentette volna, hogy a legénység felmérje az eltel egy év, illetve a start után immár két év hosszútávú űrbeli hatásait az űreszközre nézve.
NASA-s berkeken belül egyik verzió sem volt nagyra értékelt lehetőség, eredetileg az elsőnek nagyobb esélye volt, a második már sokkal kevésbé látszott megvalósíthatónak (tekintve az esetleg fenn hagyott készletek egy év alatti lényegében használhatatlanná válását) és végül az űrügynökség törölte is az elképzelést.

### Skylab mentőakció
Az összes, végül törölt repülés között a legnagyobb esélyű volt a tényleges repülésre a Skylab mentőakció néven ismertté vált elképzelés. A második személyzetes Skylab repülésen az Apollo űrhajó kormányfúvókáinak meghibásodása vetette fel először, hogy az űrben dolgozó űrhajósok esetleg nem tudnak majd visszatérni a Földre és kell valamilyen megoldás a hazahozatalukra. Kásőbb a Skylab–4-en is felmerült ugyanez az eshetőség. A NASA az űrben levő személyzetek vészhelyzet esetén való visszahozatalára kidolgozta egy különleges repülés forgatókönyvét és részben megteremtette annak eszközrendszerét. Egy Apollo űrhajót ötszemélyessé alakítottak át (kétfős legénységgel szálltak volna fel, akik a Skylabbel összekapcsolták volna a mentőűrhajójakut, ahová a háromfős űrállomás személyzet átszállt volna és így szállhattak volna le. Az SA–209 Saturn IB-jét is megkapta a tervezett expedíció (később ezt használták volna a szintén elmaradt Skylab–5-höz is, majd végül a rakéta a Kennedy Űrközpont Látogató Központjában lett kiállítási tárgy). Miután végül a helyzetet úgy értékelte az irányítás, hogy még sincs szükség mentésre, hanem az eredeti űrhajót használva tud közlekedni a legénység, így a mentőexpedíciót lefújták, a tervet pedig törölték.

### Skylab–5
A Skylab–5 szintén egy, az eredetileg tervezett három személyzetes programot követő, újralátogató küldetés lett volna, azzal a többlettel, hogy a látogató Apollo űrhajó főhajtóművével megemelhették volna az űrállomás pályáját, haladékot adva az űreszköznek, hogy megvárhassa a Space Shuttle elkészültét. A tervek szerint a Vance Brand parancsnok, William B. Lenoir tudományos pilóta és Don Lind pilóta trió készülhetett volna egy mindössze 20 napos útra (Brand és Lind volt, akit kiképeztek a Skylab Mentőakció műveleteire is). A fő cél a Skylab pályájának megemelése lett volna és a további időben ez a legénység is tudományos kísérleteket és megfigyeléseket végezhetett volna. Alternatívaként Vrand és Lind olyan műveletekre is kiképzést kapott, amelyekkel nem megemelték volna az űrállomás pályáját, hanem egy kontrollált visszatérő légkörbe süllyedést indítottak volna el.
A repülés 1974 áprilisában indulhatott volna, de végül a NASA vezetése elvetette.

### Skylab B
A NASA eredetileg nem egy, hanem két repülőképes űrállomás példányt épített, egyet, amely végül repült és egy másikat tartalékként (a S–IVB-515 gyári számú rakétafokozatból kialakítva). Később a NASA fontolóra vette, hogy 1973 májusát követően valamikor ezt a második példányt is felbocsátja, de aztán elálltak az ötlettől. Egy újabb Skylab felbocsátásához ismét egy Saturn V-re lett volna szükség, ám ez túlzottan költséges lett volna és úgy döntöttek, hogy ezt a pénzt is inkább a születófélben levő Space Shuttle fejlesztésére költik. A projekt a Skylab B nevet kapta mindenesetre.
Később 1975-ben, a fel nem használt Skylab B űrállomást a NASA átadta a Nemzeti Légi és Űrhajózási Múzeumnak, hogy az az 1976-os megnyitásakor kiállíthassa a nagyközönség számára az állandó kiállításán. A tartalék Skylaben néhány módosítást végeztek, hogy a látogatók keresztülmehessenek a munkatermen.

## A program költségei
Tekintve, hogy a program kiindulópontja az volt, hogy az egyébként gigantikus anyagi ráfordítást igénylő Apollo-program eszközeinek felhasználásával a NASA spóroljon a következő programján, fontos szempont volt, hogy a Skylab tényleg ne kerüljön sokba az amerikai adófizetőknek. A költségvetési összesítések szerint a NASA 1966-1974 között 2,2 milliárd dollárt költött a Skylab-programra (és annak elődeire, illetve megalapozására) – amely 2023-as értéken 17,3 milliárd dollárt tesz ki. Ha összehasonlítjuk a Skylab-en töltött embernapok számát (azaz, hogy összesen 173 napot töltött fenn 3-3 ember) a Nemzetközi Űrállomás ugyanilyen mutatójával, az 5,5 millió dolláros napi költségnek felel meg űrhajósonként, ugyanez az ISS-en 7,5 millió dollárt tesz ki.

## Filmbeli ábrázolások
- 2019 márciusában jelent meg a Searching for Skylab (Kutatás a Skylab után) c. dokumentumfilm, amelyet online lehetett megtekinteni, alkotója Dwight Steven-Boniecki volt ás az előállításához a közösségi finanszírozást alkalmazták.[62]
- Az Apple TV+ alternatív történelmi sorozatában a For All Mankind (Az egész emberiség nevében) a sorozat második évadának nyitórészében az űrállomás úgy szerepel, hogy egészen az 1980-as évekig túlélte a fékeződés és párhuzamosan repül a Space Shuttle-lel.[63]
- A 2011-es Skylab c. filmben egy fiktív történetben egy család várja Franciaországban, hogy a Skylab lezuhanjon. A filmet Julie Delpy rendezte.[64]
- A 2021-es, szintén Skylab című indiai film szintén fiktív történetet mesél a lezuhanás előtti időkről a Telangana faluban történt eseményekről.[65]
- Az 1986-os Dog is Space (Kutyák a világűrben) című film egy rövid történetszála az, amikor egy melbourne-i család tagjai megpróbálnak Skylab roncsokat gyártani, hogy aztán elnyerjék velük egy rádióállomás a roncsok megtalálói számára kiírt díját Ausztráliában.

## Külső hivatkozások

### Magyar oldalak
- Járdány Barna cikke

### Külföldi oldalak
- The Skylab Project (Kennedy Space Center)
- The Skylab Space Station (HEASARC)
- Project Skylab Archiválva 2004. december 8-i dátummal a Wayback Machine-ben
- W. David Compton és Charles D. Benson: LIVING AND WORKING IN SPACE – A HISTORY OF SKYLAB (online könyv a Skylab-programról angol nyelven)